# Tiền đề Cách mạng Tháng Hai năm 1917 ở Nga
Tiền đề của Cách mạng Tháng Hai năm 1917 ở Nga - một tập hợp phức tạp các biến chuyển kinh tế, chính trị, xã hội và văn hóa trong và ngoài nước có mối liên hệ qua lại với nhau dẫn đến Cách mạng Tháng Hai năm 1917 ở Nga. Một số điều kiện tiên quyết đã được hình thành ngay cả trước khi Thế chiến thứ nhất bùng nổ trong cái gọi là Bản ghi nhớ Durnovo (Bản ghi nhớ do Pyotr Nikolayevich Durnovo gửi tới Sa hoàng Nicholas II dự đoán một cách chi tiết và chính xác những hậu quả thảm khốc mà Đế quốc Nga sẽ phải đối mặt nếu tham gia vào một cuộc chiến lớn ở châu Âu, đặc biệt là chiến tranh với Đức và Áo-Hung), tuyển tập triết học "Những cột mốc quan trọng" ("Vekhi"),...

## Tình hình kinh tế trước cách mạng

### Mức sống và bảo hiểm xã hội công nhân trước Cách mạng Tháng Hai

#### Mức lương và cuộc sống
Lương của công nhân rất thấp, không đủ để trang trải cho các nhu cầu cơ bản của cuộc sống. Nhiều gia đình công nhân phải sống trong tình trạng nghèo đói, không đủ tiền mua thực phẩm và các nhu yếu phẩm khác. Chỉ có một số nhà máy công nghiệp chiến lược quan trọng công nhân có mức lương đủ sống, một số nhà máy như nhà máy Obukhov ở Petrograd, nhà máy Putilov ở Petrograd, nhà máy Izhorsky ở Petrograd, nhà máy Zlatoust ở Chelyabinsk, nhà máy Russo-Baltic ở Riga. Công nhân phải sống trong chỗ ở chật chội, giá thuê cao và điều kiện vệ sinh kém.
Theo các nguồn khác nhau, từ tháng 2 đến tháng 3 năm 1917 - lương trung bình mỗi tháng công nhân ở các nhà máy trên lãnh thổ toàn Nga khoảng 112 rúp, các ngành luyện kim khoảng 163.6 rúp, tại các nhà máy khác, mức lương dao động từ 160 đến 400 rúp mỗi tháng (phụ thuộc vào hạng của công nhân). Tuy nhiên mức sinh hoạt tối thiểu được tính vào tháng 2 năm 1917 tại nhà máy Obukhov ở Petrograd (một nhà máy quốc phòng thuộc Bộ Hải quân):"Trong tháng 2 năm 1917, theo lệnh của Bộ Hải quân, một cuộc khảo sát về chi phí tối thiểu gia đình lao động đã được tiến hành. Phân tích khảo sát này xác định chi phí trung bình để nuôi sống một gia đình ba người là 169 rúp (mỗi tháng), trong đó có 29 rúp dành cho nhà ở, 42 rúp cho quần áo và giày dép, phần còn lại là 98 rúp dành cho thức ăn". Tại nhà máy Obukhov, mức lương thấp nhất hàng tháng (bậc thấp nhất) là 160 rúp, tất cả các công nhân khác nhận mức lương từ 225 đến 400 rúp mỗi tháng, với mức lương trung bình khoảng 300 rúp. Theo các nguồn tin tương tự, mức lương hàng tháng từ khi bắt đầu chiến tranh cho tới tháng 2 năm 1917 đã tăng lên: ở nhà máy Obukhov tăng hơn 4 lần (mức lương hàng tháng vào giữa năm 1914 là khoảng 71 rúp), tức là đã hoàn toàn bù đắp sự tăng giá; mức lương công nhân trung bình toàn Nga từ đầu chiến tranh chỉ tăng khoảng 2,5-3 lần (tức là không hoàn toàn bù đắp cho sự tăng giá). Các công nhân sống trong các ký túc xá và nhà tập thể gần nhà máy, những nơi này thường rất chật chội và đông đúc, với nhiều người phải chia sẻ một căn phòng nhỏ không có hệ thống sưởi, vệ sinh và nước sạch. Giá thuê một chỗ trong ký túc xá hoặc nhà tập thể thường dao động từ 5 đến 10 rúp mỗi tháng, với những công nhân may mắn có thể thuê một phòng riêng, giá thuê có thể lên tới 20 đến 30 rúp mỗi tháng. Đây là một khoản chi phí rất cao, đặc biệt khi mức lương trung bình công nhân trong các nhà máy không phải lúc nào cũng đáp ứng đủ nhu cầu sinh hoạt cơ bản.
Trước khi chiến tranh nổ ra, giờ làm việc công nhân thường kéo dài từ 10 đến 12 giờ mỗi ngày, được nghỉ một ngày vào Chủ nhật, nhưng khi chiến tranh nổ ra nhu cầu sản xuất quân sự tăng cao khiến cho các nhà máy tăng thêm giờ làm việc và làm việc cả vào các ngày nghỉ. Công nhân phải làm việc với điều kiện lao động vất vả và nguy hiểm, nhiều nguy cơ về an toàn và sức khỏe, trong môi trường ô nhiễm, thiếu ánh sáng và thông gió.
Cũng được biết rằng thuế mà công nhân (và những người lao động thuê mướn nói chung) phải đóng ở Nga dưới thời Nikolai II (cho đến khi ông thoái vị vào tháng 3 năm 1917) là thấp nhất so với tất cả các nước phát triển, cả về giá trị tuyệt đối và (ở mức độ thấp hơn) tỷ lệ phần trăm so với lương: "Thuế trực tiếp (thuế thu nhập cá nhân) trên mỗi cư dân ở Nga là 3 rúp 11 kopek, còn thuế gián tiếp (thuế tiêu thụ) là 5 rúp 98 kopek. Ở Pháp, chúng tương ứng lần lượt là (quy đổi) 12,25 và 10 rúp; Ở Đức là 12,97 và 9,64 rúp; Ở Anh là 26,75 và 15,86 rúp". Tính theo tỷ lệ phần trăm thu nhập trên mỗi người dân, tổng số thuế là: ở Pháp là 6,5%, ở Đức là 7,7%, ở Anh là 13,7% (theo dữ liệu của S.N. Prokopyevich năm 1913). Tại Nga vào năm 1913 với mức lương trung bình công nhân là 300 rúp, tổng tỷ lệ thuế là dưới 4%, và vào năm 1916 với mức lương trung bình là 492 rúp chỉ chiếm dưới 2%. Tính theo tỷ lệ phần trăm thu nhập trên mỗi người dân ở Nga (theo S.N. Prokopyevich) là 7,2%, tương đương với Đức và Pháp và chỉ bẳng một nửa so với Anh. Do hệ thống thuế vụ và hành chính của Nga kém phát triển hơn dẫn đến việc khó khăn trong việc thu thuế và quản lý thuế, trong bối cảnh chiến tranh leo thang nhằm đáp ứng chi tiêu quốc phòng, Chính phủ Nga chủ yếu dựa vào vay mượn và các nguồn tài chính khác ngoài thuế để tài trợ cho chiến tranh.

#### Bảo hiểm xã hội
Bảo hiểm xã hội tại Nga gần như không tồn tại. Công nhân không có bảo hiểm y tế, bảo hiểm thất nghiệp hay hưu trí, dẫn đến sự bấp bênh và không an toàn. Các chương trình trợ cấp từ chính phủ hoặc từ chủ nhà máy rất hạn chế và không phổ biến. Chỉ một số ít công nhân làm việc trong các ngành công nghiệp lớn mới có thể tiếp cận được các chế độ phúc lợi tối thiểu. Về mặt hình thức bảo hiểm xã hội cho công nhân tại Nga sau năm 1912 (và trước năm 1917) không tệ hơn so với các nước Châu Âu và Mỹ. Vào năm 1914, công nhân nhà máy quốc doanh đã được cấp quyền hưởng lương hưu sau khi đã làm việc trong thời gian dài (có thể hiểu là "vì đã phục vụ trung thành và có công"). Tuy nhiên, chỉ có 836 cựu công nhân trên toàn Nga nhận được phúc lợi này. Thực tế, đây là một biện pháp nhỏ lẻ nhằm giảm bớt cuộc đấu tranh của công nhân, gắn kết họ với nhà máy - bởi vì quy định "vì đã phục vụ trung thành và có công" với diễn giải là làm việc trong 35 năm mà không bị khiển trách hoặc phạt, điều này gần như là không thể. Hơn nữa, việc có thâm niên liên tục rất khó khăn do các đợt sa thải thường xuyên trong thời kỳ khủng hoảng. Công nhân trong các ngành công nghiệp riêng lẻ (khai thác mỏ) và tại một số nhà máy cụ thể đã được hưởng bảo hiểm xã hội nhà nước từ lâu trước năm 1912. Luật Bảo hiểm Xã hội năm 1912 cũng áp dụng cho công nhân tại các doanh nghiệp tư nhân (về bảo hiểm tai nạn lao động và bệnh tật), và họ có thể nhận được bảo hiểm xã hội (trước cả năm 1912) thông qua các quỹ hưu trí (2/3 trong số đó do chủ doanh nghiệp đảm bảo), bao gồm cả lương hưu khi về hưu. Theo dữ liệu được công bố năm 1923 trong "Lưu trữ Lịch sử Lao động ở Nga", lương hưu của công nhân đường sắt thành phố Petrograd vào đầu năm 1917 có sự chênh lệch rất lớn - từ 300 đến 3000 rúp (hoặc hơn) mỗi năm (tức là từ 25 đến 250 rúp mỗi tháng), và năm 1917 chúng đã được tăng lên: mức tối thiểu tăng 75%, mức tối đa tăng 25%. Tuy nhiên, cần lưu ý rằng mức sống tối thiểu trước chiến tranh ở Petrograd là khoảng 25 rúp, việc giá cả tăng gần 4 lần có nghĩa là mức lương hưu tối thiểu thấp hơn 4 lần so với mức sống tối thiểu. Tại đó cũng đề cập rằng ("Lưu trữ Lịch sử Lao động ở Nga", tr. 135) các gia đình của công nhân được gọi nhập ngũ vẫn nhận được trợ cấp, tùy thuộc vào tình trạng gia đình: các gia đình có con - 100% trợ cấp, không con - từ 75 đến 50%. Lương hưu cho công nhân đường sắt thành phố Petrograd được chi trả từ quỹ hưu trí, nguồn kinh phí của quỹ này bao gồm một phần từ lệ phí của công nhân và nhân viên đường sắt. Ngay cả những cải thiện không đáng kể này trong cuộc sống của công nhân trước cách mạng cũng đã được họ giành được qua nhiều thập kỷ đấu tranh của công nhân, thông qua các cuộc đình công, bãi công và nổi dậy, bị chính quyền Nga hoàng đàn áp khốc liệt (bằng các hình phạt thân thể, các cuộc xử bắn hàng loạt không qua xét xử, các tòa án quân sự và đày ải đến nơi lao động khổ sai).
Ngày 17 tháng 10, một cuộc đình công tự phát quy mô lớn công nhân khu vực Vyborg của Petrograd bắt đầu. Họ tiến đến doanh trại nơi đóng quân binh lính thuộc Trung đoàn 181, và một phần binh lính đã gia nhập cùng công nhân (tuy nhiên, họ không có vũ khí). Những người nổi loạn bị cảnh sát và quân đội giải tán, 130 binh lính bị bắt. Tuy nhiên, cuộc đình công vẫn tiếp tục trong vài ngày và số người tham gia đình công đạt tới 75 nghìn người.
Vladimir Pavlovich Polevanov, Phó Thủ tướng Liên bang Nga - Chủ tịch Ủy ban Nhà nước về quản lý tài sản nhà nước từ 1994 đến 1995, khi nghiên cứu khả năng mua sắm theo mức lương trung bình người lao động ở Nga (năm 1913) và ở Liên Xô, cũng đi đến kết luận rằng mức năm 1913 chỉ được đạt lại vào cuối những năm 1950. Sau cuộc Nội chiến, mức tiêu thụ người dân đạt đỉnh vào cuối thời kỳ NEP (năm 1927), nhưng sau đó không ngừng giảm. Năm 1940, khả năng mua sắm theo mức lương trung bình ở Liên Xô thấp hơn 1,5 lần so với năm 1913, đạt mức tối thiểu tuyệt đối vào năm 1947 (thấp hơn 2,5 lần so với năm 1913), và chỉ đến những năm 1950 mới trở lại mức trước cách mạng. Năm 1928, Liên Xô áp dụng lương hưu tuổi già cho một số ngành công nghiệp, và năm 1932, lương hưu này được mở rộng cho tất cả công nhân và viên chức. Theo quy định về lương hưu, mức lương hưu tuổi già bằng một nửa mức lương trung bình hàng tháng của năm trước đó.
Trong thời kỳ Thế chiến thứ nhất, Nga hoàng không áp dụng hệ thống tem phiếu cho thực phẩm (ngoại trừ đường, từ tháng 8 năm 1916). Được biết, vào ngày 10 tháng 10 năm 1916, tại Hội nghị đặc biệt về vấn đề lương thực, một dự án áp dụng hệ thống tem phiếu đã được đề xuất, nhưng không được thông qua. Mặc dù vào thời điểm đó ở một số thành phố đã có tem phiếu riêng, nhưng việc bán thực phẩm qua đó chỉ ở mức độ nhỏ và chỉ là bổ sung cho thị trường tự do. Trong khi đó, ở tất cả các nước tham chiến khác, hệ thống tem phiếu cho thực phẩm là toàn diện (đặc biệt là tình hình lương thực ở Đức rất nghiêm trọng).

### Lạm phát chiến tranh
| Lạm phát chiến tranh 1914—1916 | Lạm phát chiến tranh 1914—1916 | Lạm phát chiến tranh 1914—1916 | Lạm phát chiến tranh 1914—1916 | Lạm phát chiến tranh 1914—1916 | Lạm phát chiến tranh 1914—1916 |
| Giai đoạn                      | Giai đoạn                      | Cung tiền lưu thông triệu rúp  | Tăng trưởng cung tiền %        | Tăng giá, %                    | Tỷ lệ giá trên cung tiền       |
| ------------------------------ | ------------------------------ | ------------------------------ | ------------------------------ | ------------------------------ | ------------------------------ |
| 1914                           | Nửa đầu năm                    | 2370                           | 100                            | 100                            | 0,00                           |
| 1914                           | Nửa cuối năm                   | 2520                           | 106                            | 101                            | −1,05                          |
| 1915                           | Nửa đầu năm                    | 3472                           | 146                            | 115                            | −1,27                          |
| 1915                           | Nửa cuối năm                   | 4725                           | 199                            | 141                            | −1,41                          |
| 1916                           | Nửa đầu năm                    | 6157                           | 259                            | 238                            | −1,08                          |
| 1916                           | Nửa cuối năm                   | 7972                           | 336                            | 398                            | +1,18                          |

Khi Chiến tranh thế giới thứ nhất nổ ra, Nga phải đối mặt với những khó khăn kinh tế nghiêm trọng, do nhu cầu tài trợ cho các khoản chi tiêu quân sự khổng lồ. Chính phủ Sa Hoàng đã thực hiện một số biện pháp để bù đắp các khoản chi phí này, bao gồm tăng cường phát hành giấy bạc tín dụng và tăng nợ công thông qua các khoản vay trong và ngoài nước. Năm 1914, việc trao đổi tiền giấy sang vàng bị cấm, đánh dấu sự bắt đầu của việc cung cấp tài chính chiến tranh thông qua lạm phát.
Một trong những biện pháp tăng thu nhập của nhà nước là ban hành "luật cấm rượu", dẫn đến việc ngừng nguồn thu từ độc quyền rượu vodka. Để bù đắp nguồn thu này, chính phủ đã tăng thuế trực tiếp lên đất đai, bất động sản đô thị và công nghiệp.
Tuy nhiên, những biện pháp này đã dẫn đến lạm phát siêu tốc. Từ khi chiến tranh bắt đầu, khối lượng tiền tệ trong lưu thông đã tăng đáng kể. Theo ước tính của A. Guryev, đến mùa xuân năm 1917, lượng tiền giấy lưu thông đã tăng 100% ở Pháp, 200% ở Đức và 600% ở Nga. Nhà sử học Richard Pipes lưu ý rằng vào đầu năm 1917, giá cả ở Nga so với trước chiến tranh đã tăng trung bình gấp 3,98 lần. Bộ trưởng Tài chính Nga P. Bark tại Hội nghị Entente ở Petrograd vào ngày 25 tháng 1 năm 1917 đã thông báo rằng "giá cả ở Nga đã tăng lên gấp 4-5 lần".
Lạm phát đã vượt xa sự tăng trưởng của tiền lương. Theo dữ liệu của sở cảnh sát, trong hai năm trước đó, tiền lương trung bình đã tăng 100%, trong khi giá cả hàng hóa thiết yếu tăng 300%. Richard Pipes kết luận rằng vào đầu năm 1917, mức lương công nhân trung bình đã tăng gấp đôi, trong khi giá cả trung bình tăng gấp bốn lần.
Nhà nghiên cứu A. M. Markevich đưa ra dữ liệu cho thấy sự giảm sút tiền lương thực tế của công nhân. Tiền lương thực tế của công nhân tại Nhà máy Kim loại Moskva trong giai đoạn 1912/1913 - 1917 đã giảm từ 40,29 rúp mỗi tháng xuống còn 26,70 rúp mỗi tháng, trong khi tiền lương danh nghĩa tăng từ 40,29 rúp lên 206,92 rúp. Trung bình ở Moskva, tiền lương thực tế công nhân trong giai đoạn 1913-1917 giảm từ 27,1 rúp/tháng xuống còn 19,8 rúp/tháng (với mức tăng danh nghĩa từ 27,1 lên 153 rúp), và trung bình ở Nga tiền lương thực tế công nhân cũng giảm từ 22 xuống còn 16,6 rúp mỗi tháng với mức tăng danh nghĩa từ 22 lên 112 rúp.

### Tác động chiến tranh đến thị trường lao động
Sự huy động hàng loạt do chiến tranh đã dẫn đến việc triệu tập 14,9 triệu người vào quân đội tính đến ngày 1 tháng 3 năm 1917. Điều này gây ra tình trạng thiếu hụt lao động ở các khu vực nông thôn và làm giảm diện tích gieo trồng khoảng 7,6%, chưa tính các vùng bị chiếm đóng. Nông nghiệp bắt đầu chuyển từ các loại cây trồng đòi hỏi nhiều lao động như cây gai dầu, củ cải đường và cây họ đậu sang các loại cây trồng ít lao động hơn như cây lanh và bông. Kết quả là, ở bảy tỉnh của vùng Đất Đen, 33% các hộ gia đình không còn nam lao động, giá thuê đất giảm từ 41% sản lượng thu hoạch năm 1914 xuống còn 15% vào năm 1916. Tiền công công nhân nông nghiệp tăng mạnh, ở tỉnh Tambov tăng 60-70%.
Tuy nhiên, một phần sự thiếu hụt lao động đã được bù đắp nhờ việc chuyển sang các loại cây trồng ít lao động hơn và việc sử dụng hàng loạt tù binh chiến tranh cho đồng áng. Năm 1915, chính phủ đã phân bổ đến 266 nghìn tù binh chiến tranh cho nông nghiệp, và năm 1916 con số này lên đến nửa triệu.
Ngày 4 tháng 3 năm 1916, Cục Tình báo Bộ Tổng Tham mưu Quân đội đã ban hành chỉ thị yêu cầu rằng tất cả các tù binh chiến tranh có khả năng lao động phải được phân bổ cho các công việc nông nghiệp và công việc khác. Tại tỉnh Yekaterinburg vào tháng 5 năm 1916, có 50.611 tù binh chiến tranh được sử dụng, trong đó 34.194 làm việc trong các nhà máy và xí nghiệp, 5.731 trong các công việc nhà nước, 5.060 trong nông nghiệp, 4.145 trong công việc đường sắt, 913 trong công việc thành phố và tỉnh, và 568 trong các công việc khác.
Đến ngày 1 tháng 9 năm 1915, có 295 nghìn tù binh chiến tranh làm việc trong nông nghiệp, và đến ngày 1 tháng 5 năm 1916, tổng cộng có 808.140 tù binh chiến tranh đã được huy động cho các công việc, trong đó có 460.935 người làm việc trong nông nghiệp.
Ngoài ra, có đến 250 nghìn người tị nạn cũng được huy động cho các công việc đồng áng.

### Tác động chiến tranh đến tình hình lương thực
Trong thời gian Chiến tranh Thế giới thứ nhất, hệ thống phân phối thực phẩm bằng tem phiếu đã được áp dụng ở Nga, như được mô tả trong ghi chép của Stanislav Strumilin (lúc đó là trưởng phòng thống kê của Bộ Dân ủy Lao động và Hội đồng Trung ương Công đoàn toàn Nga) vào năm 1923. Tại Moskva, đường bắt đầu được phân phối bằng tem phiếu từ ngày 16 tháng 8 năm 1916, và từ tháng 3 năm 1917, bánh mì cũng được phân phối qua hệ thống này. Đến tháng 6 năm 1917, tem phiếu đã được áp dụng cho ngũ cốc, tháng 7 cho thịt, tháng 8 cho bơ sữa, tháng 9 cho trứng, tháng 10 cho dầu thực vật, và đến tháng 11 và tháng 12 cho bánh kẹo và trà. Tình hình tương tự cũng xảy ra ở Petrograd và các thành phố khác. Đến tháng 5 năm 1917, giá cả cố định cho các sản phẩm này chỉ thấp hơn giá thị trường khoảng 20%.
Sự huy động đã ảnh hưởng đến cả động vật nông nghiệp: 2.760.000 con ngựa đã được huy động, không làm thay đổi tổng số lượng ngựa trong cả nước. Năm 1912, Nga có 32,8 triệu con ngựa và đến năm 1916 là 33,5 triệu. Mặc dù nhu cầu quân đội rất lớn, số lượng bò chỉ giảm 5% trong thời gian chiến tranh, trong khi số lượng lợn lại tăng lên. Vụ mùa ngũ cốc năm 1916 đã tạo ra thặng dư 444 triệu pood (7,273 triệu tấn), và lượng dự trữ từ những năm trước lên đến 500 triệu pood. Tuy nhiên, những dự trữ này nằm ở các khu vực xa xôi và khó vận chuyển ra ngoài do thiếu các phương tiện vận chuyển trên đường sắt.
Nhà nghiên cứu Sergey Aleksandrovich Nefedov đã đánh giá cân bằng lương thực trong các năm 1914-1917 như sau: 
| Loại hình                                            | 1914/15 | 1915/16 | 1916/17 |
| ---------------------------------------------------- | ------- | ------- | ------- |
| Diện tích gieo trồng (triệu dessiatin)               | 85,7    | 82,4    | 75,9    |
| Gieo trồng (triệu cây)                               | 728     | 700     | 645     |
| Thu hoạch (triệu pood)                               | 4660    | 4800    | 3968    |
| Số dư ròng (triệu pood)                              | 3932    | 4100    | 3323    |
| Tiêu thụ quân đội (triệu pood)                       | 317     | 598     | 486     |
| Xuất khẩu (triệu pood)                               | 33      | 42      | 3       |
| Chưng cất (triệu pood)                               | 22      | 10      | 10      |
| Số dư (triệu pood)                                   | 3560    | 3449    | 2824    |
| Dân số (triệu)                                       | 162,0   | 141,4   | 143,6   |
| Quân đội (triệu)                                     | 6,5     | 11,6    | 14,7    |
| Người tị nạn (triệu)                                 | 0,0     | 10,0    | 10,0    |
| Dân số ở hậu phương (triệu)                          | 155,5   | 139,8   | 138,9   |
| Mức tiêu thụ bình quân đầu người ở hậu phương (pood) | 22,9    | 24,7    | 20,3    |

Do đó, sản lượng lương thực có giảm, nhưng không đủ nghiêm trọng để dẫn đến nạn đói. Vụ mùa năm 1915 là vụ mùa lớn nhất trong thập kỷ, và mức tiêu thụ bình quân đầu người ở hậu phương vào năm 1915 thậm chí còn vượt qua mức trước chiến tranh. Một phần của sự sụt giảm sản xuất được bù đắp bằng lệnh cấm sản xuất rượu và xuất khẩu ngũ cốc.
Sự giảm diện tích gieo trồng ảnh hưởng không đều đến các loại hình trang trại khác nhau. Các cộng đồng nông dân giảm diện tích gieo trồng không đáng kể, trong khi các trang trại tư nhân của các địa chủ và thương nhân giàu có giảm trung bình một nửa. Điều này dẫn đến việc mặc dù sản lượng chung chỉ giảm nhẹ nhưng khả năng hàng hóa sản xuất lại giảm mạnh hơn. Sự suy giảm trong việc sử dụng phân bón, ngừng nhập khẩu và dừng các nhà máy sản xuất trong nước đã làm giảm năng suất trung bình từ 50 pood/dessiatin năm 1913 xuống còn 45 pood năm 1917.
Nhà kinh tế Nikolay Dmitrievich Kondratiev nhận định rằng trong thời gian chiến tranh, Nga có đủ lương thực. G. I. Shigalin đã mô tả tình hình cung cấp lương thực trong những năm chiến tranh như sau: Năm đầu tiên của chiến tranh, việc thu mua diễn ra tương đối thuận lợi; năm thứ hai, mặc dù vụ mùa tốt, ngũ cốc ít được đưa ra thị trường và việc trưng thu trở nên phổ biến. Năm thứ ba của chiến tranh là khó khăn nhất, sản xuất nông nghiệp giảm, trao đổi giữa thành phố và nông thôn bị gián đoạn, lượng tiền phát hành tăng lên và giá lương thực tăng. Vào tháng 12 năm 1916, chính phủ đã ban hành quy định cung cấp ngũ cốc bắt buộc của nhà nước với giá cố định, nhưng biện pháp này không mang lại kết quả đáng kể.
Nhà nghiên cứu S.A. Nefyodov ước tính chi tiết hơn trữ lượng "ngũ cốc chính" (được tính là dự trữ trong kho) tính bằng triệu pood vào năm 1916 như sau:

| Giai đoạn | Giai đoạn | Dự trự |
| --------- | --------- | ------ |
| 1915      | Tháng 11  | 65     |
| 1915      | Tháng 12  | 47     |
| 1916      | Tháng 1   | 41     |
| 1916      | Tháng 2   | 37     |
| 1916      | Tháng 3   | 30     |
| 1916      | Tháng 4   | 21     |
| 1916      | Tháng 5   | 20     |
| 1916      | Tháng 6   | 29     |
| 1916      | Tháng 7   | 29     |
| 1916      | Tháng 8   | 21     |
| 1916      | Tháng 9   | 19     |
| 1916      | Tháng 10  | 16     |
| 1916      | Tháng 11  | 16     |
| 1916      | Tháng 12  | 9      |

Như vậy, mặc dù lúa mì vẫn có sẵn trên toàn quốc, nhưng nó không được đưa vào kho mà bị giữ lại ở các làng quê. Lượng dự trữ 65 triệu puds từ năm 1915 không những không được bổ sung mà còn giảm mạnh. Trong bối cảnh lạm phát chiến tranh, các nhà sản xuất nông nghiệp bắt đầu giữ lại lúa mì với số lượng lớn, chờ đợi giá sẽ còn tăng cao hơn nữa; vào mùa thu năm 1916, xuất hiện tin đồn về việc giá lúa mì sẽ tăng gấp mười lần. Tình hình càng trở nên nghiêm trọng hơn do vụ mùa năm 1916 ít hơn vụ mùa năm 1915.
M. T. Florinsky nhận xét rằng Nga không thiếu tài nguyên, mà do không thể sử dụng hết chúng. Sự thiếu hụt hàng hóa công nghiệp và sự không hiệu quả của hệ thống đường sắt đã gây ra sự khốn khổ cho dân cư thành thị trong nửa sau của chiến tranh:
Sự khác biệt trong quá trình dẫn đến sự sụp đổ của các cường quốc trung tâm và quá trình đã hủy diệt Nga thật đáng kinh ngạc. Nga chịu đựng đau khổ không phải do cạn kiệt tài nguyên, mà do không thể sử dụng hết chúng. Nhưng nếu lượng dự trữ lương thực của Nga không hoàn toàn cạn kiệt như ở Đức và Áo-Hung, thì vẫn có thể khẳng định rằng nền công nghiệp của Nga không đủ khả năng đáp ứng nhiệm vụ đề ra và sự thiếu hụt hàng hóa công nghiệp cùng với hiệu quả kém của các tuyến đường sắt đã dẫn đến khổ cực cho dân cư thành thị trong nửa sau của cuộc chiến.

### Phân phối lương thực
Vào cuối năm 1916, chính phủ Nga bắt đầu chuyển sang chế độ phân phối lương thực theo giá cố định nhằm cải thiện việc cung cấp cho các thành phố và quân đội. Dự kiến mua tới 772 triệu pood bánh mì để cung cấp cho quân đội, các nhà máy quân sự và các thành phố lớn. Chương trình này bắt đầu vào tháng 12 năm 1916 nhưng đã thất bại vào tháng 7 năm 1917 dưới thời Chính phủ Lâm thời: chỉ thu được 170 triệu pood.
Nguyên nhân của sự thất bại bao gồm sự kháng cự của nông dân, những người cho rằng giá cố định được thiết lập quá thấp, và khó khăn trong việc phân phối lương thực tại địa phương. Tháng 10 năm 1916, kế hoạch thu mua đạt 35%, tháng 11 — 38%, tháng 12 — 52%, và tháng 1 và tháng 2 năm 1917 — 20% và 30% tương ứng.
Chính phủ hoàng gia thậm chí đã cố gắng tịch thu lương thực từ các "kho dự trữ" của làng, nơi các cộng đồng nông dân lưu giữ dự trữ để đề phòng nạn đói, nhưng biện pháp này gây ra các cuộc đụng độ với cảnh sát và bị hủy bỏ. Khẩu phần bánh mì cho binh sĩ ở mặt trận đã giảm từ ba pound mỗi ngày xuống còn hai, ở khu vực tiền tuyến — xuống còn 1,5 pound, và nguồn cung cấp yến mạch cho kỵ binh và pháo binh ngựa đã giảm mạnh. Vào cuối năm 1916 — đầu năm 1917, quân đội thường xuyên không nhận đủ lương thực.
Khó khăn trong việc phân phối lương thực tại địa phương cũng rất đáng kể. Vào tháng 2 năm 1917, Mikhail Rodzianko đã báo cáo với Nicholas II về sự thất bại của việc phân phối, chỉ ra rằng từ 772 triệu pood dự kiến, chỉ một phần nhỏ được phân phối thực tế. Trong phiên họp cuối cùng của Duma vào ngày 25 tháng 2 năm 1917, Bộ trưởng Bộ Nông nghiệp Rittikh đề nghị giao việc phân phối tại địa phương cho các cơ quan tự quản zemstvo (cơ quan tự quản địa phương ở các tỉnh và huyện, có trách nhiệm trong các lĩnh vực như giáo dục, y tế, đường xá, và phúc lợi công cộng) tương ứng.
Việc thiết lập giá cố định đã gặp phải sự phản đối từ nông dân. Vào ngày 18 tháng 2 (3 tháng 3) năm 1917, đại biểu Duma Vladimir Shulgin đã bình luận chỉ trích tình hình, cho rằng giá cố định là một biện pháp có hại, gây ra sự bất mãn trong làng xã.

### Các thế lực chiến tranh khác
Trong thời gian Chiến tranh thế giới thứ nhất, tất cả các cường quốc tham chiến đều gặp khó khăn trong nông nghiệp và cung cấp lương thực ở mức độ khác nhau. Ở Đức, diện tích gieo trồng đã giảm 16% vào năm 1917, ở Pháp giảm 30%, trong khi ở Anh lại tăng 12,8%. Lev Trotsky trong cuốn tự truyện của mình "Đời tôi" đã đề cập rằng ông kinh ngạc trước việc Thụy Điển áp dụng thẻ bánh mì vào mùa xuân năm 1917, điều mà ông chưa từng gặp trước đó.
Nền kinh tế Đức đặc biệt chịu thiệt hại do cuộc phong tỏa hàng hải của Anh. Ngay từ năm 1914-1915, Đức đã áp dụng chế độ phân phối lương thực và thiết lập độc quyền nhà nước về bánh mì và khoai tây. Ở Đức, các loại thực phẩm thay thế (ersatz, thế phẩm) đã trở nên phổ biến. Đến cuối chiến tranh, có 511 loại cà phê ersatz, 337 loại xúc xích ersatz và tổng cộng khoảng 10.625 loại thế phẩm. Mùa đông năm 1916/1917 đã đi vào lịch sử Đức với tên gọi "mùa đông củ cải", khi các nhà tuyên truyền bắt đầu quảng bá thịt quạ rán như một sự thay thế cho thịt gà.
Ở Pháp, sự can thiệp của nhà nước vào việc phân phối lương thực bắt đầu từ năm 1915, và vào năm 1917, chính phủ đã thiết lập độc quyền nhà nước về bánh mì, áp dụng thẻ đường và hạn chế tiêu thụ thịt xuống còn ba ngày mỗi tuần.
Tình hình ở Anh tương đối tốt hơn, vì nước này có thể dựa vào nguồn tài nguyên từ các thuộc địa và Hoa Kỳ. Các đợt cung cấp lương thực từ Hoa Kỳ, Canada và Úc đã giúp Anh tránh được khủng hoảng, mặc dù phải đối mặt với cuộc chiến dữ dội trên các tuyến đường biển với Đức, nước đang cố gắng cắt đứt các tuyến giao thông của Anh. Để bù đắp sự thiếu hụt lao động, chính phủ Anh đã cho phép sử dụng phụ nữ và binh lính hậu cần làm công việc trên đồng ruộng.

### Đường sắt
Thống kê đường sắt vào cuối thế kỷ 19, theo bách khoa toàn thư Brockhaus và Euphron:
| Quốc gia                                   | Năm  | Tổng chiều dài đường sẳt | Trên 1 nghìn m2 | Trên 1 triệu dân. |
| ------------------------------------------ | ---- | ------------------------ | --------------- | ----------------- |
| Áo-Hungary (bao gồm Bosnia và Herzegovina) | 1896 | 28.834                   | 47,9            | 672,1             |
| Bỉ                                         | 1895 | 4.284                    | 165,4           | 659,1             |
| Vương quốc Anh và Ireland                  | 1896 | 32.107                   | 116,5           | 842,7             |
| Ấn Độ thuộc Anh                            | 1897 | 30.769                   | 8,7             | 107,2             |
| Canada                                     | 1896 | 24.728                   | 3,1             | 515,2             |
| Đức                                        | 1896 | 42.972                   | 90,4            | 821,6             |
| Hy Lạp                                     | 1897 | 892                      | 15,7            | 371,7             |
| Hà Lan                                     | 1896 | 2.564                    | 89,0            | 523,3             |
| Đan Mạch                                   | 1896 | 2.164                    | 62,2            | 983,6             |
| Tây Ban Nh                                 | 1896 | 11.509                   | 25,6            | 653,9             |
| Ý                                          | 1895 | 14.456                   | 57,4            | 461,9             |
| Bồ Đào Nha                                 | 1896 | 2.193                    | 26,4            | 438,6             |
| Nga tại châu Âu                            | 1898 | 37.649                   | 7,7             | 333,1             |
| Nga tại châu Á                             | 1898 | 3.533                    | 0,2             | 271,7             |
| Phần Lan                                   | 1897 | 2.363                    | 7,2             | 944,8             |
| Rumani                                     | 1897 | 2.763                    | 27,4            | 476,4             |
| Serbia                                     | 1896 | 534                      | 12,3            | 232,2             |
| Thổ Nhĩ Kỳ tại Châu Âu                     | 1897 | 1.578                    | 11,0            | 277,0             |
| Thổ Nhĩ Kỳ tại Châu Á                      | 1897 | 2.257                    | 1,5             | 132,0             |
| Bulgaria                                   | 1897 | 905                      | 10,5            | 274,2             |
| Ai Cập                                     | 1897 | 1.833                    | 2,0             | 189,0             |
| Thụy sĩ                                    | 1896 | 3.548                    | 97,5            | 1182,7            |
| Thụy Điển                                  | 1896 | 9.273                    | 23,6            | 1892,5            |
| Na Uy                                      | 1896 | 1.643                    | 5,8             | 821,5             |
| Pháp                                       | 1896 | 39.563                   | 85,1            | 1027,6            |
| Algérie                                    | 1897 | 3.253                    | 7,7             | 757,7             |
| Hoa Kỳ                                     | 1896 | 275.810                  | 34,6            | 4379,3            |

Vào đầu thế kỷ XX, Đế quốc Nga sở hữu mạng lưới đường sắt có quy mô tương đương với các cường quốc châu Âu hàng đầu về tổng số chiều dài. Tuy nhiên, sự phân bổ đường sắt rất không đồng đều: 87% tổng chiều dài đường sắt nằm ở phần châu Âu của Nga.
Về chỉ số tương ứng, có một sự chênh lệch đáng kể. Mức độ phát triển mạng lưới đường sắt của Nga theo các chỉ số tương ứng chỉ tương đương với Ấn Độ thuộc Anh, Canada, Thổ Nhĩ Kỳ, Serbia và Algeria, và tụt hậu đáng kể so với Đức, Anh và Ireland, Pháp. Mỹ vượt trội hơn cả Nga và toàn châu Âu: vào đầu thế kỷ XX, Mỹ sở hữu một nửa tổng số đường sắt trên thế giới. Sự chênh lệch với phần châu Âu của Nga về số liệu trên 1 nghìn m2 là gấp bảy lần, và về chiều dài đường sắt trên mỗi triệu dân là gấp mười ba lần.
Tuy nhiên, nhờ vào sự bùng nổ xây dựng đường sắt, Nga đã tăng gấp đôi mạng lưới đường sắt của mình vào các năm 1914-1917, đứng thứ hai trên thế giới về tổng chiều dài và thu hẹp khoảng cách với Mỹ từ bảy lần xuống còn năm lần, và về chỉ số tương đối trên đầu người từ mười ba lần xuống còn tám lần.
Vào đầu Chiến tranh thế giới thứ nhất, Đế quốc Nga có mạng lưới đường sắt tổng chiều dài 81 nghìn km (năm 1917). Năm 1914, Nga có 21.857 đầu máy, 567.274 toa hàng và 20.868 toa hành khách. Tuy nhiên, tổng chiều dài đường sắt của Nga vẫn thua kém Mỹ năm lần. Về chiều dài đường sắt trên mỗi 100 km², chỉ số của Nga tương đương với chỉ số trung bình của Đế quốc Anh và Pháp (cùng với các thuộc địa), nhưng thua kém các nước Tây Âu từ 20 đến 50 lần. Về chiều dài đường sắt trên mỗi 10 nghìn dân, Nga thua Mỹ tám lần. Đến năm 1914, đường sắt hai làn ở châu Âu và Mỹ chiếm từ 40 đến 60%, trong khi ở Đế quốc Nga chỉ chiếm 27%.
Khi chiến tranh bắt đầu, khối lượng vận chuyển quân sự tăng mạnh, khiến việc cung cấp cho các thành phố lớn trở nên khó khăn hơn. Trong các năm 1914-1916, cường độ vận chuyển tăng thêm một phần ba. Mùa đông 1916/1917, có tới 5.700 toa tàu bị mắc kẹt trên đường do tuyết rơi. Đại sứ Pháp Maurice Paléologue trong hồi ký của mình ghi nhận rằng vào tháng 2 năm 1917, lạnh giá khắc nghiệt đã làm hỏng hơn 1.200 đầu máy, và thiếu ống dẫn thay thế do các cuộc đình công. Tình hình trở nên tồi tệ hơn do tuyết rơi dày và thiếu công nhân để dọn đường.
Tình trạng khó khăn nhất là ở Petrograd, cách xa các khu vực sản xuất bánh mì và than chính. Khi chiến tranh bắt đầu, Đức phong tỏa biển Baltic, và Thổ Nhĩ Kỳ phong tỏa eo biển Đen, làm gián đoạn việc nhập khẩu than từ Anh. Khu vực công nghiệp của Petrograd, trước đây sử dụng than Cardiff rẻ, sau năm 1914 buộc phải chuyển sang than từ Donbass.
Các cảng biển chính là Vladivostok, Arkhangelsk và Murmansk. Tuy nhiên, Vladivostok quá xa để ảnh hưởng đến việc cung cấp cho các thành phố lớn. Sau khi Thổ Nhĩ Kỳ tham chiến, Nga gần như bị cô lập, dẫn đến sự sụt giảm mạnh trong xuất khẩu và nhập khẩu.
Chính phủ Sa hoàng và các đồng minh nhận thức được mức độ phát triển chưa đủ của đường sắt Nga. Do khoảng cách lớn, binh lính Nga trung bình phải di chuyển 900–1000 km để đến nơi tập kết, trong khi ở Tây Âu con số này là 200–300 km. Pháp đã đồng ý tài trợ cho việc hiện đại hóa mạng lưới đường sắt của Nga để hỗ trợ mặt trận. Năm 1913, Nga thông qua "Chương trình quân sự lớn để tăng cường quân đội", nhằm giảm thời gian huy động xuống còn 18 ngày. Tuy nhiên, nhiều kế hoạch trong số này vẫn chưa được thực hiện vào lúc chiến tranh bắt đầu, có thể các kế hoạch này đã thúc đẩy Đức bắt đầu các hành động quân sự do lo ngại trước sự tăng cường của Nga.
Trong thời gian chiến tranh, đường sắt Arkhangelsk - Vologda được hiện đại hóa, và từ năm 1915-1917, đường sắt đến Murmansk được xây dựng, mở cửa vào đầu năm 1917 và không có thời gian để tác động đến nguồn cung. Hành khách đầu tiên của tuyến đường sắt là các đại biểu Đồng minh đến tham dự Hội nghị Petrograd.
Một trong những vấn đề là đầu máy bị hao mòn: đến năm 1917, số lượng đầu máy giảm từ 20.071 xuống còn 9.021. Trong tình hình như vậy, việc nhập khẩu đầu máy mới trở nên quan trọng, nhưng chúng lại bị mắc kẹt tại các kho ở Vladivostok, Murmansk và Arkhangelsk.

### Tình hình lương thực ở Petrograd
Vào mùa đông năm 1916/1917, tình hình cung cấp lương thực ở Petrograd trở nên tồi tệ đáng kể. Vào tháng 1 và tháng 2 năm 1917, các đơn hàng mua sắm của nhà nước chỉ được hoàn thành từ 20-30%, làm tình hình thêm nghiêm trọng. Tuyết rơi dày và nhiệt độ xuống đến -30 độ C khiến khoảng 5700 toa tàu bị mắc kẹt trên đường. Trong số 450 toa tàu cần thiết để vận chuyển lương thực hàng ngày đến Petrograd, vào tháng 2 chỉ có trung bình 116 toa đến nơi.
Đại sứ Pháp tại Petrograd, Maurice Paleologue, đã bình luận về tình huống này như sau (bài viết ngày 6 tháng 3, Phong cách mới):
Petrograd đang thiếu bánh mì và củi, người dân cũng đang khốn khổ.
Sáng nay, tại tiệm bánh ở Liteiny, tôi choáng váng trước vẻ mặt giận dữ mà tôi thấy được trên khuôn mặt của tất cả những người tội nghiệp đứng ở đuôi xe, trong đó phần lớn đã qua đêm ở đó.
Pokrovsky, người mà tôi đã nói chuyện về điều đó, đã không che giấu sự lo lắng của mình với tôi. Nhưng phải làm gì? Cuộc khủng hoảng đường sắt thực sự đã trở nên tồi tệ hơn. Những đợt sương giá nghiêm trọng đang kéo dài trên khắp nước Nga đã khiến hơn một nghìn hai trăm đầu máy xe lửa ngừng hoạt động, vì các đường ống hơi nước đã bị vỡ và thiếu các đường ống dự phòng do các cuộc đình công. Bên cạnh đó, tuyết rơi rất nhiều trong những tuần gần đây và không có công nhân nào ở các làng để dọn đường ray. Kết quả là - 5.700 toa xe hiện đang bị mắc kẹt.

Từ ngày 15 tháng 1 đến 25 tháng 2, lượng dự trữ bột mì ở Petrograd giảm từ 1426 nghìn pood xuống còn 500 nghìn pood, với mức tiêu dùng tiết kiệm có thể đảm bảo cho thành phố trong khoảng một tuần rưỡi. Theo báo cáo của Tư lệnh Quân khu Petrograd, tướng Khabalov, vào ngày 25 tháng 2, thành phố có 562,5 nghìn pood bột mì, đủ cho 10-12 ngày với mức tiêu thụ 40 nghìn pood mỗi ngày. Các ước tính về lượng bột mì dự trữ ở Petrograd vào ngày 25 tháng 2 năm 1917 dao động từ 309 nghìn đến 562,5 nghìn pood, và thời gian dự trữ này có thể đủ từ 3-4 ngày đến 10-12 ngày.
Theo chính Tướng Khabalov,
Không nên thiếu bánh mì để bán. Nếu ở một số cửa hàng không có đủ bánh mì cho những người khác, thì đó là vì nhiều người, sợ thiếu bánh mì, đã mua bánh mì dự trữ, để làm vụn bánh mì. Bột lúa mạch đen có sẵn ở Petrograd với số lượng đủ. Có nguồn cung cấp liên tục loại bột này.

Các tiệm bánh cũng có dự trữ bột mì cho vài ngày, nhưng các chủ cửa hàng lại giấu đi. Lương thực quân sự có thể được sử dụng trong trường hợp cực kỳ cần thiết. Thị trưởng cuối cùng của Petrograd, Alexander Pavlovich Balk, cho rằng tình hình lương thực đã trở nên nghiêm trọng nhưng không phải là lý do để lo lắng. Theo ông, nếu đặt Petrograd trong tình trạng bị bao vây, thành phố có thể cầm cự được 22 ngày với khẩu phần cũ.
Mặt khác, đại sứ Anh tại Petrograd George Buchanan trong hồi ký của mình mô tả cuộc trò chuyện của ông với Nicholas II vào ngày 29 tháng 1 năm 1917:
Những vấn đề duy nhất mà tôi lưu ý đến ông là cuộc khủng hoảng lương thực và sức mạnh của quân đội Nga. Về vấn đề đầu tiên, tôi nói với ông rằng, theo thông tin của tôi, nguồn cung cấp lương thực ở một số tỉnh quá khan hiếm đến mức dự kiến nguồn cung sẽ ngừng trong vòng hai tuần. Nguyên nhân của sự suy giảm nguồn cung này có vẻ là do thiếu sự phối hợp trong công việc của Bộ Nông nghiệp và Đường sắt, và không có hệ thống phân phối có tổ chức. Tôi chỉ ra rằng chức năng sau này có thể được giao phó thành công cho các zemstvo. Hoàng đế đồng ý rằng Bộ trưởng Bộ Nông nghiệp nên sử dụng các dịch vụ của các zemstvo, và nói thêm rằng nếu công nhân không nhận được bánh mì, các cuộc đình công chắc chắn sẽ nổ ra.

Tuy nhiên, ở các khu vực công nhân, như khu Vyborg, tình hình rất nghiêm trọng. Trưởng đồn cảnh sát khu vực Vyborg báo cáo ngày 22 tháng 2 rằng nhiều công nhân phàn nàn về sự thiếu hụt bánh mì và đã không ăn bánh mì trong 2-3 ngày. Các phàn nàn này mạnh mẽ đến mức có thể dẫn đến các cuộc bạo loạn trên đường phố. George Buchanan viết rằng cuộc cách mạng là điều không thể tránh khỏi do thiếu bánh mì.
Tình hình lương thực cũng khó khăn ở các thành phố khác của Nga. Từ khi chiến tranh bắt đầu, dân số thành thị đã tăng từ 22 triệu lên 28 triệu. Tại Voronezh, người dân chỉ được mua 5 pound bột mì mỗi tháng, ở Penza ban đầu là 10 pound, sau đó hoàn toàn ngừng bán. Tại Odessa, Kiev, Chernigov và các thành phố khác, người dân phải xếp hàng dài để mua bánh mì mà không chắc chắn có được hay không. Vào tháng 12 năm 1916, thẻ lương thực đã được áp dụng ở Moskva, Kharkov, Odessa và các thành phố khác. Ở một số thành phố như Vitebsk, Polotsk và Kostroma, người dân phải chịu đói.
Sau khi chế độ quân chủ sụp đổ, tình hình cung cấp lương thực ở Petrograd không được cải thiện. Năm 1917, thẻ lương thực với khẩu phần một pound (409,5 g) bánh mì mỗi ngày cho mỗi người lớn đã được áp dụng, và vào mùa hè năm 1917, khẩu phần này bị giảm xuống còn nửa pound.
Dù gặp nhiều khó khăn, chỉ huy Trung đoàn Cận vệ Preobrazhensky, Đại tá Alexander Pavlovich Kutepov, tình cờ đang nghỉ phép ở Petrograd và tham gia trấn áp đám đông cách mạng, vẫn có thể mua bánh mì và xúc xích trà cho các thuộc cấp của mình từ các cửa hàng trên đường phố thành phố.

## Quân đội và hải quân trước cách mạng

### Tình trạng quân đội
Vào ngày 15 tháng 9 năm 1915, số lượng quân đội chính quy của Đế quốc Nga là 3.855.722 người, và đến ngày 1 tháng 11 năm 1916 đã tăng lên 6.963.503 người. Trong thời gian chiến tranh, quân đội Nga đã bắt giữ 2 triệu tù binh, trong khi 2,4 triệu binh sĩ Nga bị bắt làm tù binh. Nhà sử học Nikolai Nikolayevich Golovin trong tác phẩm "Nỗ lực chiến tranh của Nga trong Chiến tranh Thế giới" ghi nhận sự chênh lệch trong việc tính toán số lượng tù binh Nga: theo dữ liệu của Stavka (Tổng hành dinh của Bộ chỉ huy Tối cao các lực lượng vũ trang của Đế quốc Nga) ngày 23 tháng 10 năm 1917, con số này là 2.043.548, còn theo sách "Nga trong chiến tranh thế giới 1914-1918" là 3.343.900. Văn phòng Áo-Hung tính toán số lượng tù binh Nga vào ngày 1 tháng 2 năm 1917 là 2.080.694. Cứ 100 binh sĩ Nga bị giết thì có 300 người bị bắt làm tù binh, con số này cao hơn đáng kể so với quân đội Đức, Anh và Pháp. Từ bảng phía dưới có thể thấy rằng quân nhân Nga bị bắt với tần suất gần bằng lính Áo-Hung, gấp ba lần so với quân Đức và Pháp, và gấp sáu lần so với quân Anh.
So sánh số tù nhân với tổng số quân được huy động cho các số liệu sau:
| Quốc gia | Tổng huy động | Tù nhân   | Tỉ lệ     |
| -------- | ------------- | --------- | --------- |
| Nga      | 15.378.000    | 3.342.900 | 1 : 4,6   |
| Anh      | 4.970.902     | 170.389   | 1 : 29,17 |
| Pháp     | 6.800.000     | 506.000   | 1 : 13,44 |
| Đức      | 13.251.000    | 993.109   | 1 : 13,34 |
| Áo-Hung  | 9.000.000     | 2.220.000 | 1 : 4,05  |

Tướng Aleksey Alekseyevich Brusilov, tư lệnh Tập đoàn quân 8 vào mùa thu năm 1915, đã ra lệnh sau:
Các tướng lĩnh và chỉ huy đơn vị không những có thể mà còn phải ở phía sau để kiểm soát, nhưng tạm thời. Nếu bất kỳ đơn vị nào dao động, ngừng tiến lên, và rút lui, vị trí của người chỉ huy là ở phía trước, không phải ở tổng đài điện thoại trung tâm, nơi có thể để lại một phụ tá.
...
Bây giờ, để thành công trong các cuộc tấn công, cần tiến hành chúng bằng các đội hình dày đặc, và hỗ trợ cũng phải có các đội hình còn dày đặc hơn và thậm chí bằng các đoàn quân. Người Đức thực hiện điều này và mất ít quân hơn chúng ta, bởi vì họ có kỷ luật và trật tự nghiêm ngặt trong đội hình. Ngoài ra, phía sau cần có những người đặc biệt tin cậy và súng máy, để nếu cần thiết, buộc những người yếu đuối tiến lên phía trước. Không nên do dự trước việc bắn hạ toàn bộ các đơn vị vì cố gắng rút lui hoặc, tệ hơn nữa, đầu hàng kẻ thù. Tất cả những ai thấy một đơn vị (đại đội hoặc lớn hơn) đầu hàng phải nổ súng vào những người đầu hàng và tiêu diệt hoàn toàn họ.

Tình trạng đào ngũ cũng trở nên nghiêm trọng: đến Cách mạng tháng Hai, số lượng binh sĩ đào ngũ đã đạt 195 nghìn. Trong một bức thư của binh sĩ vào tháng 1 năm 1917 được nêu trong báo cáo, những cảm xúc điển hình được bày tỏ: các binh sĩ cảm thấy rằng họ đang đổ máu và chịu đựng gian khổ, trong khi các nhà buôn đầu cơ làm giàu trên sự đau khổ của họ. Tướng Brusilov nhận được những bức thư nặc danh từ binh sĩ, một số đe dọa giết ông nếu chiến tranh không chấm dứt, trong khi những bức thư khác đe dọa giết ông nếu "kẻ phản bội" Hoàng hậu Alexandra Feodorovna làm hòa.
Trong cuộc họp ngày 30 tháng 7 năm 1915, Bộ trưởng Bộ Chiến tranh Alexei Andreyevich Polivanov nhận định rằng tình trạng suy sụp tinh thần, đầu hàng và đào ngũ đã trở nên nghiêm trọng. Năm 1915, có 82 cuộc nổi loạn được ghi nhận, những người được huy động yêu cầu đưa cảnh sát ra chiến trường. Bộ trưởng Bộ Nội vụ, Hoàng thân Nikolai Borisovich Shcherbatov, trong cuộc họp ngày 4 (17) tháng 8 năm 1915, cho biết việc tuyển quân ngày càng trở nên khó khăn hơn, và cảnh sát không thể kiểm soát được những người trốn tránh nghĩa vụ.
| Sản phẩm của ngành cơ khí Nga (triệu rúp theo giá năm 1913) | Sản phẩm của ngành cơ khí Nga (triệu rúp theo giá năm 1913) | Sản phẩm của ngành cơ khí Nga (triệu rúp theo giá năm 1913) | Sản phẩm của ngành cơ khí Nga (triệu rúp theo giá năm 1913) |
| Năm                                                         | Tổng sản lượng                                              | Sản lượng chiến tranh                                       | Sản lượng dân dụng                                          |
| ----------------------------------------------------------- | ----------------------------------------------------------- | ----------------------------------------------------------- | ----------------------------------------------------------- |
| 1913                                                        | 200,2                                                       | 52,5                                                        | 147,7                                                       |
| 1914                                                        | 279,6                                                       | 105,8                                                       | 173,8                                                       |
| 1915                                                        | 709,9                                                       | 489,8                                                       | 220,1                                                       |
| 1916                                                        | 954,6                                                       | 747,4                                                       | 207,2                                                       |
| 1917                                                        | 657,2                                                       | 497,2                                                       | 160,0                                                       |
| 1918                                                        | 64,4                                                        | 42,7                                                        | 33,3                                                        |

Đến cuối năm 1916, Nga phần nào đã khắc phục được các vấn đề kỹ thuật quân sự trong giai đoạn đầu của chiến tranh, bao gồm cả "nạn đói đạn dược". Vào tháng 1-tháng 2 năm 1917, tùy viên quân sự Anh, Tướng Alfred Knox, ghi nhận rằng quân đội vẫn mạnh mẽ, nhưng sự tan rã của sự đoàn kết dân tộc ở hậu phương đã cản trở thành công của họ. Đại công tước Nikolai Mikhailovich khẳng định rằng quân đội đang ở trạng thái tuyệt vời và sẵn sàng cho một cuộc tấn công quyết định vào mùa xuân năm 1917. Sản xuất súng trường, pháo và đạn dược đã tăng lên đáng kể, và việc cung cấp cho quân đội được cải thiện.
Tuy nhiên, nguồn lực huy động của Nga đang cạn kiệt. Vào tháng 2 năm 1917, đợt tuyển quân bổ sung dự kiến cho năm 1919 đã bắt đầu. Đến thời điểm này, thành phần của quân đội đã thay đổi nhiều lần, làm phức tạp việc đánh giá khả năng chiến đấu của họ.
Cuối năm 1916, thành viên Hội đồng Nhà nước Vladimir Iosifovich Gurko đã gửi đến Nikolai II một báo cáo phân tích về việc nguồn lực huy động sắp cạn kiệt, đề xuất các biện pháp thu hút người dân tộc thiểu số và công nhân lành nghề vào quân đội. Bộ trưởng Bộ Chiến tranh Dmitry Savelyevich Shuvayev vào tháng 12 năm 1916 cũng cảnh báo rằng lực lượng hiện có chỉ đủ để tiếp tục chiến tranh trong 6-9 tháng, nếu mỗi tháng cần gửi 300 nghìn người ra tiền tuyến.
Trong bối cảnh bất mãn lan rộng và tinh thần quân đội ngày càng suy giảm, quân đội đã đối mặt với nhiều cuộc nổi loạn và bạo loạn, dự báo những thay đổi không thể tránh khỏi trong cấu trúc chính trị và xã hội của Nga.

### Lực lượng đồn trú Petrograd
Trong thời gian Chiến tranh Thế giới thứ nhất, lực lượng đồn trú tại Petrograd chủ yếu bao gồm các đơn vị dự bị, trong đó có 14 tiểu đoàn dự bị của các trung đoàn cận vệ như Preobrazhensky, Semyonovsky, Pavlovsky và những đơn vị khác. Ngoài ra, trong thành phố còn có Trung đoàn bộ binh dự bị thứ 1, các Trung đoàn Cossack Don thứ 1 và thứ 4, các đơn vị chuyên môn khác nhau và một số trường quân sự. Tổng quân số của đồn trú lên tới 160 nghìn người, mặc dù doanh trại chỉ có sức chứa 20 nghìn.
Một cuộc tấn công lớn được lên kế hoạch vào mùa xuân năm 1917, dẫn đến việc huy động những người dự bị thuộc đợt thứ tư, nhiều người trong số đó đã hơn ba mươi tuổi. Petrograd trở thành căn cứ quan trọng để hình thành các đơn vị này, và các tiểu đoàn dự bị của các trung đoàn cận vệ đóng vai trò như các đơn vị huấn luyện với quân số phình to - trong một số đại đội có hơn 1000 lính, và trong các tiểu đoàn có từ 12-15 nghìn người. Đến ngày 1 tháng 3 năm 1917, kế hoạch gửi hàng loạt binh sĩ ra mặt trận đã được lên lịch, nhưng nhiều binh sĩ, biết rõ về tổn thất lớn, không muốn ra mặt trận.
Các quan chức cao cấp như Bộ trưởng Bộ Nội vụ Alexander Dmitrievich Protopopov và cục trưởng cục an ninh Konstantin Ivanovich Globachev bày tỏ nghi ngờ về lòng trung thành của binh lính. Chủ tịch Hội đồng Bộ trưởng Boris Vladimirovich Shturmer trong nửa cuối năm 1916 đã đề xuất sơ tán một phần binh lính và người tị nạn khỏi Petrograd, nhưng kế hoạch này không được thực hiện do thiếu doanh trại ở những nơi khác.
Để duy trì trật tự trong thành phố, một hệ thống bảo vệ quân đội đã được tạo ra, chia thành các khu vực do các tiểu đoàn dự bị của các trung đoàn cận vệ phụ trách. Các khoản lương tăng cường đã được chỉ định cho các cảnh sát, và khoảng 50 tổ súng máy được trang bị trên mái nhà của thành phố để đàn áp các cuộc bạo loạn có thể xảy ra. Tuy nhiên, theo một phiên bản khác, súng máy được dùng để chống lại các máy bay của Đức và là súng phòng không.
Để đàn áp các cuộc nổi dậy, các đội huấn luyện của các tiểu đoàn dự bị, được coi là hoàn toàn trung thành, đã được chỉ định. Họ bị cấm ra khỏi doanh trại, và vũ khí được lưu trữ riêng, dưới sự bảo vệ của các đội gác. Tuy nhiên, vào ngày 27 tháng 2 năm 1917, cuộc cách mạng bắt đầu bằng cuộc nổi dậy của một trong những đội huấn luyện này - đội huấn luyện của tiểu đoàn dự bị thuộc Trung đoàn Cận vệ Volynsky. Những người lính này, từ chối thực hiện các nhiệm vụ trấn áp, đã giết chỉ huy của họ, người tham gia vào các cuộc bắn pháo vào các cuộc biểu tình của công nhân.
Trong Bộ của Protopopov, vấn đề về sự không đáng tin cậy của đồn trú Petrograd một lần nữa được đặt ra. Nikolai II đã đồng ý thay thế các đơn vị dự bị bằng quân đoàn kỵ binh cận vệ, được lấy từ mặt trận, nhưng quyết định này không được thực hiện do yêu cầu của chỉ huy quân đoàn giữ lại ở mặt trận.
Vào thời điểm bắt đầu cuộc cách mạng, các đơn vị cận vệ chiến đấu có khả năng chiến đấu đang ở mặt trận và cách xa thủ đô, làm cho việc can thiệp nhanh chóng vào các sự kiện ở Petrograd trở nên khó khăn.

### Căn cứ hải quân ở Kronstadt và Helsingfors
Trong thời gian Chiến tranh Thế giới thứ nhất, đồn trú tại Petrograd và vùng lân cận bao gồm một số lượng đáng kể lính và thủy thủ được huy động từ tầng lớp công nhân, nhiều người trong số đó đã có kinh nghiệm cách mạng. Điều này đặc biệt rõ rệt ở căn cứ hải quân Kronstadt và căn cứ hải quân ở Helsingfors. Nhà nghiên cứu M. N. Gernet cho biết, các thủy thủ thường được tuyển mộ từ các công nhân nhà máy và xí nghiệp, điều này góp phần lan truyền tuyên truyền cách mạng trong hải quân.
Điều kiện phục vụ ở Kronstadt rất khắc nghiệt và đi kèm với nhục nhã đối với các binh sĩ cấp thấp, bao gồm cả việc cấm họ đến một số khu vực nhất định của thành phố. Các đảng viên Bolshevik như Fyodor Raskolnikov và Pavel Dybenko, những người từng phục vụ trong hạm đội Baltic, đã so sánh Kronstadt với "nhà tù", ở đó có tiểu đoàn kỷ luật dành cho các thủy thủ bị coi là "không đáng tin". Cuộc nổi dậy tháng Hai năm 1917 ở Kronstadt được các nhân chứng đương thời mô tả là cuộc bạo loạn do căng thẳng kéo dài giữa các thủy thủ và sĩ quan, dẫn đến các cuộc đụng độ bạo lực.
Sự xáo trộn trong hải quân đã bắt đầu từ lâu trước năm 1917. Trong cuộc cách mạng năm 1905, đã xảy ra các cuộc nổi loạn ở Kronstadt và Sveaborg, và đến cuối năm 1906, trong số 15 nghìn thủy thủ ở Kronstadt, khoảng 2 nghìn người bị coi là "không đáng tin". Năm 1915, một cuộc bạo loạn đã bùng phát trên thiết giáp hạm "Gangut" do thực phẩm kém chất lượng và sự hiện diện của các sĩ quan gốc Đức. Cuộc bạo loạn bị đàn áp tàn bạo, và nhiều thủy thủ bị trừng phạt nặng nề. Ngay sau đó, trên tuần dương hạm "Rurik" cũng xảy ra bạo loạn do thủy thủ từ chối hộ tống những người bị kết án từ "Gangut", dẫn đến các vụ bắt giữ và xét xử mới.
Việc kiểm soát căn cứ hải quân ở Helsingfors của cơ quan phản gián gặp khó khăn do vị trí của nó trong Đại Công quốc Phần Lan, vốn có sự tự trị đáng kể trong Đế quốc Nga. Hoạt động tích cực của tình báo Đức ở Helsingfors và các thành phố vùng Baltic như Revel và Riga cũng là mối đe dọa nghiêm trọng.
Đô đốc Viren đã đề xuất tái cơ cấu căn cứ Kronstadt, chuyển các thủy thủ đến nơi khác và thay thế họ bằng các đơn vị đáng tin hơn từ hạm đội Siberia và Biển Trắng. Tuy nhiên, đề xuất này đã bị từ chối, và Bộ Nội vụ đảm bảo rằng tình hình vẫn nằm trong tầm kiểm soát.

## Chính trị

### Tin đồn về Hoàng hậu Alexandra Feodorovna
| Cấp bậc                                         | Người Đức chiếm % |
| ----------------------------------------------- | ----------------- |
| Đại tướng                                       | 28,4 %            |
| Trung tướng                                     | 19,7 %            |
| Thiếu tướng                                     | 19 %              |
| Cấp tướng nói chung                             | 21,6 %            |
| Đại tá                                          | 13,4 %            |
| Trung tá                                        | 10,2 %            |
| Sĩ quan Bộ Tổng Tham mưu                        | 17,1 %            |
| Tư lệnh sư đoàn bộ binh, lựu đạn và súng trường | 19,4 %            |
| Tư lệnh sư đoàn kỵ binha                        | 37,5 %            |

| Cấp bậc                     | Người Đức chiếm % |
| --------------------------- | ----------------- |
| Sĩ quan điều hành           | 24,5 %            |
| Thiếu tướng và Chuẩn Đô đốc | 23,5 %            |
| Trợ lý cận vệ               | 17 %              |
| Tổng cộng                   | 20,9 %            |

| Cấp bậc                    | Người Đức chiếm %                                          |
| -------------------------- | ---------------------------------------------------------- |
| Tư lệnh sư đoàn            | 1 trong 3 tư lệnh sư đoàn bộ binh, tư lệnh sư đoàn kỵ binh |
| Tư lệnh trung đoàn bộ binh | 37,5 %                                                     |
| Tư lệnh trung đoàn kỵ binh | 25 %                                                       |
| Đội trưởng đội cận vệ      | 21,7 %                                                     |

Chiến tranh thế giới thứ nhất nổ ra, tâm lý chống Đức gia tăng mạnh mẽ trong Đế quốc Nga. Có khoảng 2 triệu người Đức sống tại Nga, chiếm khoảng 1,2% dân số theo điều tra dân số năm 1897. Đến năm 1914, người Đức chiếm một phần đáng kể trong giới tướng lĩnh Nga - khoảng 20%. Mặc dù có lịch sử cư trú lâu dài tại Nga, nhiều người trong số họ bắt đầu bị nghi ngờ về lòng trung thành và hoạt động gián điệp cho Đức.
Năm 1914, một đám đông đã phá hủy Đại sứ quán Đức ở Saint Petersburg, và hàng loạt bảng hiệu tiếng Đức bị phá hoại. Năm 1915, đã xảy ra cuộc bạo động chống người Đức ở Moskva, và tại Petrograd xuất hiện "Hội năm 1914" với mục tiêu chống lại người Đức ở Nga. Bộ trưởng Bộ Nội vụ Đế quốc Nga Shcherbatov đã yêu cầu Duma Quốc gia chấm dứt cuộc tấn công vào những người mang họ Đức, vì nhiều người trong số họ đã trở thành người Nga trong 200 năm trước đây.
Đáp lại áp lực này, nhiều người Đức ở Nga bắt đầu đổi tên họ sang tên Nga. Ví dụ, Tổng công tố viên của Thượng Hội đồng Thánh, Vladimir Karlovich Sabler, đã đổi họ thành Desyatovsky (họ vợ), nhưng điều này không cứu ông khỏi những cuộc tấn công trong cuộc bạo động năm 1915, khi đám đông đe dọa ông và Thượng Hội đồng Thánh.
Tình hình trở nên tồi tệ hơn khi Boris Shturmer được bổ nhiệm làm Chủ tịch Hội đồng Bộ trưởng vào năm 1916. Gốc gác Đức của ông đã gây ra những tin đồn về mối liên hệ với các điệp viên Đức, điều mà đại biểu Duma Quốc gia Pavel Milyukov đã nêu ra trong bài phát biểu "Ngu ngốc hay phản bội?".
Hoàng hậu Alexandra Fyodorovna, sinh ra là Công chúa Alix xứ Hesse-Darmstadt, cũng trở thành mục tiêu tấn công. Từ năm 1915, những tin đồn hoang đường về hoạt động gián điệp của bà cho Đức bắt đầu lan truyền. Sau Cách mạng Tháng Hai, cung điện ở Tsarskoye Selo bị khám xét kỹ lưỡng, nhưng không tìm thấy bằng chứng nào về hoạt động gián điệp.
Sau cái chết của Bộ trưởng Chiến tranh Anh, Hoàng thân Kitchener, đã xuất hiện những tin đồn rằng Hoàng hậu đã tiết lộ vị trí của ông cho Đức. Ngay cả những sĩ quan quân sự cấp cao như Tướng Mikhail Alekseyev và Tướng Aleksey Brusilov cũng chia sẻ những nghi ngờ này, tướng Vladimir Gurko từ chối cho sa hoàng xem kế hoạch hoạt động quân sự. Những tin đồn này đã khiến các thành viên của phái đoàn đồng minh đến tham dự hội nghị Petrograd vào tháng 2 năm 1917 phải lan truyền thông tin sai lệch về thời gian khởi hành của họ, do lo ngại rò rỉ thông tin.

### "Nạn đói đạn dược" và sự rút lui năm 1915
Bộ Chiến tranh Đế quốc Nga, cũng như nhiều quốc gia tham chiến khác, đã đánh giá thấp quy mô và thời gian kéo dài của Chiến tranh Thế giới thứ nhất. Theo lời của Tướng Alexey Manikovsky, dự đoán ban đầu là chiến tranh sẽ diễn ra nhanh chóng và kéo dài từ 2 đến 6 tháng, tối đa là một năm. Dựa trên những giả định này, Tổng cục Pháo binh (GAU) vào năm 1906 đã khuyến nghị dự trữ 1000 viên đạn cho mỗi khẩu pháo 76mm, và tăng lên 1200 viên vào năm 1910.
Tuy nhiên, ngay trong những tuần đầu của chiến tranh, đã trở nên rõ ràng rằng mức tiêu thụ đạn dược vượt xa dự báo. Vào tháng 9 năm 1914, Bộ Tổng tư lệnh đã đưa ra con số tiêu thụ đạn dự tính là 1,5 triệu viên mỗi tháng, gấp ba lần so với dự đoán trước chiến tranh. Đến đầu năm 1915, mặc dù có hơn 4 triệu viên đạn trong kho, nhưng đã hình thành quan niệm về "nạn đói đạn dược", điều này thực sự xảy ra vào mùa xuân năm 1915.
Sự cần thiết phải huy động nền kinh tế cho nhu cầu chiến tranh trở nên rõ ràng vào năm 1915. Nga đã thành lập các Hội đồng đặc biệt và các Ủy ban Công nghiệp Quân sự để quản lý các quá trình này, tương tự như các biện pháp được thực hiện ở các quốc gia tham chiến khác.
Vào tháng 5 năm 1915, cuộc đại rút lui của quân đội Nga khỏi Ba Lan và Galicia bắt đầu. Bộ trưởng Bộ Chiến tranh Alexei Polivanov mô tả điều này là hệ quả của sự vượt trội về pháo binh và dự trữ đạn dược của Đức. Quân Đức bắn từng phát một, trong khi các khẩu đội pháo của Nga buộc phải im lặng, dẫn đến tổn thất lớn cho quân đội Nga và tổn thất tối thiểu cho Đức. Điều này đã ảnh hưởng nghiêm trọng đến tinh thần của quân đội Nga.
Cuộc rút lui đi kèm với việc di dời hàng loạt người tị nạn, nhiều người trong số đó thuộc các dân tộc thiểu số ở vùng biên giới phía tây của đế quốc. Trong số đó có người Ba Lan, người Do Thái, người Đức định cư, người Latvia, người Armenia và người Hy Lạp. Tổng cộng có khoảng 2,2 triệu người di chuyển vào các khu vực trung tâm của Nga vào năm 1915, và việc di cư kết thúc vào tháng 12. Trong số những người tị nạn, dịch bệnh kiết lỵ và thương hàn hoành hành, khoảng 16% đã chết trên đường. Nhà sử học Irina Vladimirovna Nam ước tính tổng số người di dời là 5 triệu, trong đó 3,2 triệu người được coi là "cần được trợ giúp", bao gồm 58,8% là người Nga, 15% là người Ba Lan, 10% là người Latvia, 6,4% là người Do Thái, 2,8% là người Litva và 7% là người Estonia và các dân tộc khác.

### Cách chức Tổng tư lệnh tối cao, Đại công tước Nikolai Nikolaevich
Khi Chiến tranh Thế giới thứ nhất nổ ra, Đại Công tước Nikolai Nikolaevich được bổ nhiệm làm Tổng tư lệnh tối cao của Nga vào ngày 20 tháng 7 năm 1914.
Đến năm 1915, xung quanh Đại Công tước bắt đầu hình thành một dạng sùng bái cá nhân: ông được bầu làm thành viên danh dự của các trường đại học Moskva, Petrograd và Kiev, cũng như Học viện Y khoa Quân sự. Hội nghị Zemstvo gọi Nikolai Nikolaevich là "người anh hùng dũng cảm trong truyền thuyết". Sau khi chiếm được Lvov và Przemysl, ông được trao tặng thanh kiếm St.George "Vì sự giải phóng Rus' Đỏ", một phần thưởng được các đương thời coi là vô cùng đặc biệt.
Theo hồi tưởng của các đương thời, Đại Công tước vẫn rất được yêu mến cả trong số các binh sĩ lẫn dân chúng vào năm 1915. Chân dung và bưu thiếp có hình ảnh của ông được bán rất chạy. Những lời đồn thổi cho rằng ông có mặt trực tiếp trong các chiến hào, xử tử và tước quân hàm của các tướng lĩnh không được lòng binh sĩ, và đặc biệt không khoan nhượng với các sĩ quan và tướng lĩnh mang họ Đức. Những lời đồn đại khác cho rằng Đại Công tước đã trả lời Rasputin rằng "hãy đến đây - ta sẽ treo cổ ngươi" khi Rasputin đề nghị đến tiền tuyến, và khi được Sa hoàng hỏi "Kẻ thù ở đâu?", ông đáp rằng "Cách hai bước chân phía sau", ám chỉ Bộ trưởng Bộ Chiến tranh. Một số tin đồn còn mang tính chất huyền ảo, chẳng hạn như trong một lá thư vào tháng 3 năm 1915, binh nhì Petrukovich viết:
Quân Đức tấn công pháo đài Osowiec của chúng ta từ ba phía, làm hư hỏng hai pháo đài, và pháo đài đã sẵn sàng đầu hàng khi Tổng tư lệnh tối cao đến, chém đầu người chỉ huy bằng kiếm, tự mình chỉ huy, và không chỉ đẩy lùi được quân Đức mà còn bắt giữ hai quân đoàn địch và các khẩu pháo hạng nặng của chúng.

Trên lá thư có lời bình mỉa mai của kiểm duyệt quân sự: "Đay là cách lịch sử được viết!"
Trong những tin đồn khác, người ta nói rằng:
Ông không tin tưởng vào tất cả mọi người, đặc biệt là những người mang họ không phải người Nga; nếu không thích báo cáo, ông đuổi tướng ra khỏi phòng; nếu nghi ngờ, ông xé quân hàm và đấm vào mặt họ. Khi nghe tin rằng chỉ huy muốn pháo đài Novogeorgievsk đầu hàng (một trong những pháo đài tốt nhất của chúng ta), ông cải trang, lái xe giữa chiến tuyến của mình và địch, đến pháo đài và lập tức tự tay bắn chết chỉ huy bằng súng lục. Khi quân Đức tiến tới Warsaw, họ đã có một cuộc họp quân sự và quyết định từ bỏ Warsaw; khi cuộc họp kết thúc, ông thì thầm với các tướng mang họ Nga rằng phải chiến đấu đến cùng và giữ lại thủ đô Ba Lan.

Sĩ quan cung điện Vladimir Voeykov trong hồi ký của mình viết rằng:
Sự can thiệp của Bộ Tổng tư lệnh vào các công việc dân sự gây hại cho các công việc quân sự ngày càng tăng. Nguyên nhân của vấn đề này nằm ở chỗ, khi quy định về Tổng tư lệnh tối cao trong trường hợp chiến tranh trên mặt trận phía Tây của chúng ta, người ta cho rằng người đứng đầu quân đội sẽ là Hoàng đế. Khi Đại Công tước Nikolai Nikolaevich được bổ nhiệm làm Tổng tư lệnh tối cao, vấn đề này đã bị bỏ qua, và Tướng Yanushkevich đã tận dụng cơ hội để nhân danh Đại Công tước can thiệp vào các vấn đề quản lý nội bộ. Điều này đã tạo ra mối quan hệ bất thường giữa Bộ Tổng tư lệnh và chính quyền tối cao; một số bộ trưởng, muốn đảm bảo vị trí của mình, đã đến Baranovichi để nhận chỉ thị, thường trái ngược với chỉ thị của Hoàng đế. Các nhà báo cũng đóng vai trò không nhỏ trong việc này, họ được đón tiếp nồng hậu và trả ơn bằng cách lan truyền sự nổi tiếng của Đại Công tước qua báo chí, được các giới tự do khéo léo duy trì, trong đó ông đã gây thiện cảm sau những biến động năm 1905.

Ngày 4 tháng 8 năm 1915, Sa hoàng chuyển Đại Công tước sang vị trí Tư lệnh Quân đội Caucasus và tự bổ nhiệm mình làm Tổng tư lệnh tối cao. Quyết định này đã gây ra phản đối, bao gồm cả mẹ của Sa hoàng, Hoàng thái hậu Maria Feodorovna, bà đã viết trong nhật ký của mình vào ngày 12 (25) tháng 8 năm 1915:
Nhà vua bắt đầu nói rằng ông sẽ tự mình nắm quyền chỉ huy thay cho Nikolasha, tôi kinh hoàng đến mức suýt ngất xỉu, và nói với ông rằng đó sẽ là một sai lầm lớn, cầu xin ông đừng làm điều đó, nhất là lúc này khi mọi thứ đang tồi tệ đối với chúng ta, và thêm rằng nếu ông làm điều đó, mọi người sẽ thấy rằng đó là lệnh của Rasputin. Tôi nghĩ điều này đã gây ấn tượng với ông, vì ông đỏ mặt. Ông hoàn toàn không hiểu được nguy hiểm và bất hạnh mà điều này có thể mang lại cho chúng ta và cả đất nước.

Có vẻ như dư luận đã phản ứng tiêu cực với việc bổ nhiệm này; Đô đốc Aleksandr Kolchak nhận xét rằng "Nikolai Nikolaevich là người duy nhất trong hoàng gia có uy tín được công nhận trong quân đội và khắp nơi"; theo đánh giá của Tướng Brusilov, "Quân đội biết rằng Đại Công tước không phải chịu trách nhiệm về tình trạng khốn khổ của quân đội, và tin tưởng ông như một nhà lãnh đạo quân sự. Không ai (kể cả quân đội) tin tưởng vào khả năng và kiến thức quân sự của Nikolai II... Ấn tượng của quân đội về sự thay đổi này là rất nặng nề, có thể nói là chán nản". Theo đánh giá của Đại Công tước Alexander Mikhailovich, "nếu Đại Công tước Nikolai Nikolaevich vẫn giữ chức vụ chỉ huy quân đội cận vệ và khu quân sự Petrograd cho đến tháng 2 năm 1917, ông sẽ đáp ứng được mọi kỳ vọng và có thể ngăn chặn cuộc nổi loạn của binh sĩ vào tháng 2".
Ngày 21 tháng 8 (3 tháng 9) năm 1915, các bộ trưởng của Sa hoàng, ngoại trừ Chủ tịch Hội đồng Bộ trưởng Goremykin và Bộ trưởng Bộ Tư pháp Khvostov, đã gửi thư tập thể đến Sa hoàng:
Kính thưa Bệ hạ, xin đừng trách chúng thần vì đã dám thẳng thắn và chân thành bày tỏ với Ngài. Nghĩa vụ trung thành và tình yêu đối với Ngài và Tổ quốc, cùng với nhận thức lo lắng về tầm quan trọng nghiêm trọng của các sự kiện hiện tại đã buộc chúng tôi phải làm như vậy.
Hôm qua, trong cuộc họp của Hội đồng Bộ trưởng dưới sự chủ trì của Ngài, chúng thần đã thống nhất yêu cầu Ngài không loại bỏ Đại Công tước Nikolai Nikolaevich khỏi vai trò tham gia chỉ huy tối cao của quân đội. Nhưng chúng thần e rằng Ngài không chấp nhận lời thỉnh cầu của chúng thần, và có lẽ cả của toàn bộ nước Nga trung thành với Ngài.
Kính thưa Bệ hạ, một lần nữa chúng thần dám bày tỏ rằng quyết định của Ngài có thể gây ra hậu quả nặng nề cho Nga, cho Ngài và cho triều đại của Ngài.
Trong cuộc họp đó, rõ ràng đã có sự bất đồng cơ bản giữa Chủ tịch Hội đồng Bộ trưởng và chúng thần về đánh giá các sự kiện trong nước và xác định hành động của chính phủ. Tình huống này, vào mọi thời điểm, không thể chấp nhận được, và hiện tại, nó là thảm khốc.
Trong những điều kiện như vậy, chúng thần mất niềm tin vào khả năng phục vụ Ngài và Tổ quốc với ý thức về lợi ích.
Những thần dân trung thành của Ngài:

Pyotr Kharitonov

Alexander Krivoshein

Sergey Sazonov

Pyotr Bark

Hoàng thân N. Shcherbatov

Alexander Samarin

Bá tước Pavel Ignatiev

Hoàng thân Vsevolod Shakhovskoy

Mặt khác, Đại Công tước Nikolai Nikolaevich là Tổng tư lệnh tối cao trong thời kỳ thất bại trên mặt trận vào các năm 1914-1915, và chính trong thời gian này đã diễn ra cuộc rút lui năm 1915, đi kèm với việc di tản không suy tính kỹ lưỡng của tới bốn triệu người tị nạn. Tuy nhiên, dư luận không đổ lỗi cho ông về những thất bại này, mà là cho Bộ trưởng Bộ Chiến tranh Sukhomlinov.
Tướng Anton Denikin trong tác phẩm "Những bài luận về cuộc nội chiến Nga" lưu ý rằng với việc Nikolai II đảm nhận chức vụ Tổng tư lệnh tối cao, thực tế người chỉ huy không phải là ông, mà là tham mưu trưởng của ông: "Các tướng lĩnh và sĩ quan đều nhận thức rõ rằng sự tham gia cá nhân của Hoàng đế trong việc chỉ huy sẽ chỉ mang tính hình thức, và vì vậy tất cả đều quan tâm hơn đến câu hỏi: ai sẽ là tham mưu trưởng?". Việc bổ nhiệm Tướng Mikhail Alekseyev đã làm yên lòng các sĩ quan.

### "Mặt trận Đại Công tước"
Bắt đầu từ mùa thu năm 1916, không chỉ các phần tử cấp tiến và Duma Quốc gia tự do mới đứng lên phản đối Nikolai II, mà ngay cả những người thân cận nhất của hoàng đế - các đại công tước, lúc bấy giờ có tới 15 người. Hành động của họ được ghi nhận trong lịch sử như là "cuộc nổi dậy của các đại công tước", tương tự như cuộc nổi loạn của các hoàng thân ở Pháp vào thế kỷ XVII. Yêu cầu chung của các đại công tước là loại bỏ Rasputin và hoàng hậu người Đức khỏi việc quản lý đất nước và thành lập một bộ có trách nhiệm.
Cha của Nikolai II, hoàng đế Alexander III, đã hạn chế quyền lực của các đại công tước đáng kể. Chỉ có con trai và cháu trai của hoàng đế đương nhiệm hoặc đang trị vì mới được mang tước hiệu đại công tước, các hậu duệ xa hơn chỉ được mang tước hiệu hoàng thân của hoàng tộc, điều này có nghĩa là họ nhận được sự hỗ trợ tài chính ít hơn và có địa vị thấp hơn đáng kể. Công việc truyền thống của các đại công tước là phục vụ quân đội, tuy nhiên trước khi chiến tranh bắt đầu, chỉ có một số ít trong số họ nỗ lực trong công việc này, phần lớn họ dành thời gian cho cuộc sống xã hội và cá nhân. Sự thiếu vắng những đại công tước có khả năng thực hiện các hoạt động nhà nước và cai trị chuyên quyền trong hàng ngũ thừa kế gần của Nikolai II, nhiều người trong số họ lại ủng hộ việc thoái vị của ông trong thời điểm quan trọng, trở thành một trong những yếu tố quan trọng dẫn đến sự sụp đổ của chế độ quân chủ.
Em trai của hoàng đế, Mikhail Alexandrovich, từ năm 1912 đã kết hôn sống không đúng quy định và trước khi Chiến tranh Thế giới thứ nhất bắt đầu, ông có mối quan hệ phức tạp với anh trai mình và sống ngoài nước Nga. Trước khi Aleksei Nikolaevich, con trai của hoàng đế được sinh ra, ông đã là người thừa kế ngai vàng trong năm năm, nhưng không bao giờ có tước hiệu "thái tử", vì hoàng đế và hoàng hậu rất hy vọng vào sự ra đời của một người con trai.
Sau Mikhail Alexandrovich trong thứ tự kế vị là đại công tước Kirill Vladimirovich, người cũng có mối quan hệ căng thẳng với Nikolai II do ông kết hôn với Victoria Melita, người đã ly dị với Ernest Louis, Đại Công tước xứ Hesse, anh trai của hoàng hậu Alexandra Feodorovna và hơn nữa, là chị em họ của đại công tước. Các em trai của Kirill là Đại Công tước Boris Vladimirovich và Đại Công tước Andrei Vladimirovich có quan điểm ôn hòa, nhưng trong thời điểm quan trọng, họ đã ủng hộ ông.
Sau anh em của Kirill trong thứ tự kế vị là Pavel Alexandrovich (chú của hoàng đế) và con trai của ông là Dmitry Pavlovich. Giống như anh trai của hoàng đế, Mikhail, Pavel Alexandrovich cũng đã kết hôn không đúng quy định, khiến ông phải sống ngoài nước Nga trong một thời gian dài. Vì vậy, tất cả những người thân cận của Nikolai II, những người có thể thực sự thừa kế ngai vàng, vì nhiều lý do khác nhau, chủ yếu liên quan đến cuộc sống gia đình của họ, đều có mối quan hệ căng thẳng với hoàng đế. Hoàng đế và hoàng hậu, hiểu rõ mức độ nghiêm trọng của bệnh tình của hoàng tử, tin vào sự hồi phục và do đó không xem xét khả năng thừa kế ngai vàng bởi bất kỳ đại công tước nào. Hơn nữa, không một đại công tước nào gần với ngai vàng mong muốn đạt được thành tựu trong chính phủ và không ai nổi bật với quan điểm chính trị hay sự lôi cuốn.
Sự lãnh đạo không chính thức trong "cuộc nổi dậy" được giữ bởi các thành viên của các nhánh hoàng gia nhỏ hơn của nhà Romanov. Người có ảnh hưởng nhất trong số họ, đại công tước Nikolai Nikolaevich, trong thời gian diễn ra các sự kiện đã vận động Nikolai II thoái vị, và người kế vị có khả năng nhất, Mikhail Alexandrovich, từ chối nhận quyền lực. Đại công tước Kirill Vladimirovich ngày 1 tháng 3 chuyển sang phía cách mạng. Hơn nữa, một số đại công tước - Pavel Alexandrovich, Kirill Vladimirovich và Dmitry Konstantinovich - trong cuộc cách mạng đã soạn thảo bản tuyên ngôn riêng về việc thoái vị ("tuyên ngôn của các đại công tước").
Đặc biệt, đại công tước Nikolai Mikhailovich nổi bật với quan điểm cấp tiến của mình, ông đã được những người đương thời đặt biệt danh "Philippe Égalité" vì sự cấp tiến của mình; tương tự như "tên đồng nghiệp" của mình, đại công tước sau đó cũng bị giết trong cuộc khủng bố cách mạng. Ngày 1 tháng 11 năm 1916, Nikolai Mikhailovich gửi cho hoàng đế một lá thư, trong đó ông yêu cầu loại bỏ Rasputin và ảnh hưởng của hoàng hậu và đồng ý với việc thành lập "bộ chịu trách nhiệm". Nikolai II chuyển lá thư này cho hoàng hậu, người yêu cầu loại bỏ Nikolai Mikhailovich khỏi Petrograd.
Ngày 7 tháng 11 năm 1916, đại công tước Nikolai Nikolaevich cũng cố gắng thuyết phục hoàng đế thành lập "bộ có trách nhiệm".
Ngày 11 (24) tháng 11 năm 1916, đại công tước Georgy Mikhailovich cũng gửi một lá thư tương tự đến hoàng đế, nói rằng "người ta nói thẳng rằng, nếu tình hình trong nước Nga tiếp tục như hiện nay, chúng ta sẽ không bao giờ kết thúc chiến tranh một cách thắng lợi, và nếu điều đó không thành công, thì tất cả sẽ kết thúc. Sự căm ghét đối với Shturmer là rất lớn ... Tiếng nói chung là loại bỏ Shturmer và thành lập bộ chịu trách nhiệm để bảo vệ ngài khỏi sự lừa dối của các bộ trưởng khác nhau. Biện pháp này được coi là duy nhất có thể ngăn chặn thảm họa chung".
Như Kulikov đã lưu ý, ngay cả mẹ của hoàng đế, hoàng thái hậu Maria Feodorovna, cũng đứng lên phản đối hoàng đế, vào ngày 28 tháng 10 tại Kiev bà đã yêu cầu trực tiếp việc sa thải Shturmer.
Ngày 2 tháng 12, đại công tước Pavel Alexandrovich, sau khi Nikolai Mikhailovich bị sa thải, đã lãnh đạo "cuộc nổi dậy" và từ Hội đồng gia đình Romanov yêu cầu hoàng đế thành lập hiến pháp.
Vào tháng 11 - tháng 12 năm 1916, giới quý tộc cao cấp bắt đầu thảo luận về việc lật đổ Nikolai II và thay thế ông bằng một trong những đại công tước, có khả năng nhất là Nikolai Nikolaevich. Ngày 17 tháng 12, nhóm âm mưu do hoàng thân Yusupov lãnh đạo đã thành công trong việc giết Rasputin, với sự tham gia của một thành viên trong gia đình hoàng gia, đại công tước Dmitry Pavlovich.
Nhiều người cho rằng Nikolai II sẽ sớm đáp ứng yêu cầu của các đại công tước và thực hiện cải cách chính trị. Tuy nhiên, việc giết Rasputin không mang lại kết quả mong đợi. Rasputin không còn, nhưng quyền lực của hoàng hậu vẫn còn nguyên vẹn, điều này chỉ gây thêm sự phẫn nộ. Hoàng hậu Alexandra Feodorovna liên tục can thiệp vào công việc của chính phủ, hoàng đế vẫn thường xuyên rời khỏi thủ đô, thái tử vẫn bệnh tật và chỉ có sự kiện vô lý và không rõ ràng mới làm suy yếu thêm chế độ quân chủ.

### Phe đối lập Duma Quốc gia
Vào đầu năm 1917, Đế quốc Nga trải qua cuộc khủng hoảng chính trị sâu sắc, trầm trọng thêm bởi các vấn đề lương thực, tin đồn và sự mất lòng tin vào gia đình hoàng đế. Dư luận xấu đi nhanh chóng, và các cáo buộc phản quốc và suy đồi đạo đức chống lại Hoàng hậu Alexandra Fyodorovna và cố vấn thân cận của bà, Grigory Rasputin, trở nên phổ biến. Những tin đồn này được khuấy động bởi cả các phe đối lập và các nhóm bảo thủ, bao gồm cả đại biểu Vladimir Purishkevich, người đã công khai chỉ trích gia đình hoàng đế.
Các phe phái tự do, liên kết Khối Tiến bộ trong Duma Quốc gia, yêu cầu các cải cách bao gồm việc thành lập "chính phủ có trách nhiệm" — một chính phủ chịu trách nhiệm trước Duma, chứ không phải trước hoàng đế. Đây là một bước quan trọng trong việc chuyển đổi Nga thành một nền quân chủ lập hiến. Tuy nhiên, bất chấp áp lực từ phe đối lập và các cảnh báo về cuộc cách mạng sắp tới, Nicholas II vẫn trung thành với con đường chuyên chế của mình, điều này làm gia tăng khủng hoảng.
Phe đối lập không chỉ bao gồm các phe tự do mà còn cả các phe bảo hoàng lo ngại về ảnh hưởng của Rasputin. Chủ tịch Duma Quốc gia, Mikhail Rodzianko, đã nhiều lần cảnh báo hoàng đế về cuộc cách mạng sắp tới, chỉ ra nguy cơ của chính sách chính trị và sự cần thiết phải loại bỏ hoàng hậu khỏi việc quản lý nhà nước. Tuy nhiên, Nicholas II đã không coi trọng những cảnh báo này, điều này cuối cùng dẫn đến sự sụp đổ của ông.
Tình hình khủng hoảng càng trở nên trầm trọng hơn do sự cô lập thực tế của hoàng đế khỏi các vấn đề thực tế của đất nước. Các nhân vật quan trọng trong chính quyền, như Bộ trưởng Ngoại giao Pokrovsky và Đại công tước Pavel Alexandrovich, cũng cảnh báo ông về những biến động sắp tới, nhưng không thành công. Hoàng đế tiếp tục hy vọng vào một cuộc tấn công thắng lợi trên mặt trận, điều mà ông cho rằng có thể ổn định tình hình, nhưng thực tế lại khác.
Như vậy, việc Nicholas II bỏ qua các cảnh báo và không muốn tiến hành các cải cách cần thiết đã trở thành những yếu tố then chốt dẫn đến Cách mạng Tháng Hai năm 1917, cuộc cách mạng đã lật đổ chế độ quân chủ và chấm dứt triều đại Romanov.

## Áp lực ngày càng tăng lên Nicholas II
Các tài liệu và chứng cứ đã vẽ ra bức tranh về một cuộc khủng hoảng chính trị và xã hội sâu sắc trong Đế quốc Nga vào đầu năm 1917. Trước những thất bại quân sự và khó khăn kinh tế, sự bất mãn trong xã hội đã đạt đến điểm tới hạn, đe dọa sự ổn định của chế độ.
Báo cáo và ghi chép
1. Vào ngày 5 (18) tháng 1 năm 1917, Thủ tướng Nikolai Golitsyn đã báo cáo với Hoàng đế Nikolai II về những tin đồn ở Moskva về khả năng có một vị vua mới. Câu trả lời của Nikolai II rằng "tất cả đều nằm trong tay Chúa" cho thấy thái độ về vận mệnh của ông đối với cuộc khủng hoảng đang gia tăng.
2. Cùng ngày hôm đó, Cục An ninh báo cáo về tình hình cực kỳ đáng lo ngại ở thủ đô, chỉ ra sự lan truyền của những tin đồn về các biện pháp phản động của chính phủ cũng như các phong trào cách mạng có thể xảy ra. Điều này chứng tỏ tình hình rất căng thẳng và xã hội mong đợi những sự kiện cực đoan.
3. Ngày 12 tháng 1, đại sứ Anh Buchanan, khuyên nhà vua bổ nhiệm một thủ tướng có lòng tin của người dân. Nikolai II trả lời: "Vậy ngươi nghĩ rằng ta nên chiếm được lòng tin của dân ta hay họ nên chiếm được lòng tin của ta?", cho thấy sự xa cách của ông với nhân dân và sự không hiểu rõ tầm quan trọng của lòng tin của dân chúng.
4. Vào tháng 1 năm 1917, Bộ trưởng Bộ Nội vụ Protopopov đề xuất cấp đất cho nông dân bằng chi phí của nhà nước, và nhà vua đã chấp thuận phát triển dự án này. Đề xuất này là một nỗ lực để xoa dịu nông dân, trong đó từ khi chiến tranh bắt đầu đã lan truyền những tin đồn về việc cấp đất sau chiến tranh.
5. Ngày 15 (28) tháng 1, các bảo thủ cánh hữu trong Câu lạc bộ Rimsky-Korsakov yêu cầu các biện pháp cứng rắn, bao gồm thiết lập tình trạng thiết quân luật và quân sự hóa các nhà máy. Nikolai II đã phớt lờ những yêu cầu này, phản ánh sự do dự của ông trong việc áp dụng các biện pháp quyết liệt.
6. Ngày 26 tháng 1 (8 tháng 2), cục trưởng cục an ninh Konstantin Globachev báo cáo về một cuộc cách mạng dự kiến vào ngày 14 (27) tháng 2, điều này cho thấy các lực lượng cách mạng đã sẵn sàng hành động.
7. Ngày 27 tháng 1 (9 tháng 2), việc bắt giữ Nhóm Lao động đã gây ra sự chỉ trích từ các đại diện của các tổ chức xã hội và chính trị khác nhau, chỉ ra sự đoàn kết của phe đối lập chống lại các biện pháp đàn áp của chính phủ.
8. Ngày 5 (18) tháng 2, báo cáo của Cục An ninh chỉ ra sự bất mãn gay gắt của dân chúng do cuộc khủng hoảng lương thực.

Chứng cứ và hồi ký
1. Nhà sử học Alexander Spiridovich: Những mô tả về Petrograd vào ngày 20 tháng 2 (7 tháng 3) năm 1917 cho thấy bầu không khí tuyệt vọng và mong đợi thảm họa. Sự chờ đợi cuộc đảo chính, sự căm ghét Hoàng hậu và sự thiếu chuẩn bị của chính phủ đối với cuộc khủng hoảng đã tạo điều kiện cho những thay đổi cách mạng.
2. Đại Công tước Alexander Mikhailovich: Những chứng cứ của ông nhấn mạnh sự phổ biến cút tin đồn và sự không tin tưởng vào nhà vua và những người xung quanh ông. Ông chỉ ra sự cần thiết của các hành động quyết định để khôi phục trật tự, điều mà Nikolai II không thực hiện.

Tất cả các tài liệu và chứng cứ này phản ánh sự căng thẳng và bất mãn ngày càng gia tăng trong xã hội Nga, cuối cùng dẫn đến Cách mạng Tháng Hai năm 1917. Hoàng đế và những người xung quanh không thể phản ứng phù hợp với cuộc khủng hoảng, dẫn đến sự sụp đổ của chế độ quân chủ.

## Những vấn đề nội bộ của các nước tham chiến trước và sau Cách mạng Tháng Hai ở Nga
Nhà sử học Sergey Volkov đã so sánh gánh nặng kinh tế và dân số của Nga với các quốc gia tham chiến khác trong Thế chiến thứ nhất, và qua đó thấy được một số khía cạnh chính làm nổi bật Nga so với các nước khác tham gia xung đột.
Sergey Volkov cho rằng gánh nặng kinh tế của Nga thấp hơn so với các quốc gia tham chiến khác, bao gồm cả đồng minh và đối thủ. Điều này có nghĩa là Nga, so với Đức, Áo-Hung, Pháp, Anh và Ý, ít sử dụng tài nguyên kinh tế cho nhu cầu chiến tranh hơn. Volkov cũng nhấn mạnh rằng Nga không gặp nhiều vấn đề về lương thực, trái ngược với Đức, nơi "bánh mì chiến tranh" được giới thiệu năm 1917 trở thành biểu tượng của sự thiếu hụt lương thực nghiêm trọng. So sánh số liệu huy động và tổn thất, ông trích dẫn các số liệu sau:
| Quốc gia | Tỉ lệ huy động % | Tổn thất quân số trên 1000 người | Tổn thất quân số trong khoảng 15-49 tuổi trên 1000 người | Tổn thất dân số trên 1000 người |
| -------- | ---------------- | -------------------------------- | -------------------------------------------------------- | ------------------------------- |
| Đức      | 81%              | 154                              | 125                                                      | 31                              |
| Áo-Hung  | 74%              | 122                              | 90                                                       | 18                              |
| Pháp     | 79%              | 168                              | 133                                                      | 34                              |
| Anh      | 50%              | 125                              | 65                                                       | 16                              |
| Ý        | 72%              | -                                | -                                                        |                                 |
| Nga      | 39%              | 115                              | 45                                                       | 11                              |

Volkov kết luận rằng, dựa trên những dữ liệu này, không có các tiền đề khách quan cho cách mạng ở Nga. Theo ông, tình hình quân sự của Nga trước cách mạng không gây lo ngại nghiêm trọng. Mặc dù tổn thất quân sự và dân số ít hơn, tình hình nội bộ của đất nước vẫn phức tạp và dẫn đến các sự kiện cách mạng năm 1917. Nghịch lý này cho thấy ngoài các yếu tố khách quan, điều kiện chủ quan và chính trị cũng đóng vai trò quan trọng, mà không phải lúc nào cũng đo lường được bằng các chỉ số định lượng.
Ivan Petrunkevich, một nhân vật nổi bật trong phong trào zemstvo và là thành viên của Đảng Dân chủ Lập hiến (Kadet), trong tập XXI của "Lưu trữ Cách mạng Nga" do Joseph Gessen xuất bản, ông nhấn mạnh vai trò then chốt giáo dục và kiến thức lịch sử trong việc hình thành lòng yêu nước và ý thức dân tộc của nhân dân. Ông chỉ ra rằng chính phủ Nga đã lâu nay coi sự biết chữ của dân chúng như một mối đe dọa đối với sự ổn định của nhà nước. Điều này đã dẫn đến việc nửa thế kỷ sau, trong người dân Nga không có cảm giác yêu nước và đoàn kết.
Petrunkevich khẳng định rằng, nếu không biết về lịch sử, vinh quang và bất hạnh của dân tộc mình, không có khả năng tham gia vào các công việc của nhà nước và địa phương, nhân dân không thể yêu mến và trân trọng quê hương của mình. Ông phê phán chính sách nhà nước đã dẫn đến việc người Nga chỉ coi quê hương của mình là làng xóm hoặc trong trường hợp tốt nhất là tỉnh thành. Điều này dẫn đến việc Nga, bất chấp mọi hy sinh và nỗ lực trong suốt mười thế kỷ, đã tan rã bởi những vấn đề nội bộ, sự phá hoại nhà nước từ bên trong chứ không phải từ những cú đánh bên ngoài.
Ông kết luận rằng nếu nhân dân biết và trân trọng quá khứ của mình và tham gia vào các công việc của nhà nước, thì Nga đã có thể thể hiện lòng yêu nước không kém gì Bỉ và Pháp trong cuộc chiến với Đức, và đã tránh được sự ô nhục của Hòa ước Brest-Litovsk và sự phản bội.

### Anh

#### Trước Cách mạng Tháng Hai:
Ngay từ đầu cuộc chiến các lãnh đạo của Công Đảng Anh và các công đoàn đã ký kết với các doanh nghiệp một thỏa thuận về "đình chiến công nghiệp". Tuy nhiên, bất chấp thỏa thuận này, ngay từ mùa xuân năm 1915, phong trào công nhân đã bắt đầu trỗi dậy và kéo dài cho đến khi chiến tranh kết thúc. Vào tháng 2 năm 1915, đã xảy ra các cuộc đình công lớn trong ngành chế tạo máy và đóng tàu ở khu vực sông Clyde ở Scotland. Vào tháng 7 cùng năm, 200 nghìn thợ mỏ ở Nam Wales đã đình công trong suốt một tuần. Tại các doanh nghiệp do nhà nước kiểm soát, đình công bị cấm nghiêm ngặt và đã áp dụng trọng tài bắt buộc đối với các xung đột lao động. Mặc dù vậy, đình công vẫn tiếp diễn vào năm 1916, khi công nhân yêu cầu nhà nước kiểm soát việc cung cấp lương thực, quốc hữu hóa các ngành công nghiệp lớn và giao thông vận tải.
Những sự kiện đặc biệt gay gắt đã xảy ra ở Ireland, nơi từ ngày 24 đến 30 tháng 4 năm 1916 đã diễn ra cuộc nổi dậy Phục sinh, hướng đến độc lập cho Ireland và chống lại những gánh nặng của chiến tranh. Công nhân Ireland và tổ chức vũ trang của họ – Quân đội Công dân Ireland dưới sự lãnh đạo của James Connolly – đã đóng vai trò tích cực trong cuộc nổi dậy. Đấu trường chính của cuộc nổi dậy là Dublin, nơi vào ngày 24 tháng 4, những người nổi dậy đã tuyên bố Cộng hòa Ireland và thành lập Chính phủ lâm thời. Các cuộc nổi dậy địa phương cũng xảy ra ở Dublin và các hạt lân cận. Sau sáu ngày chiến đấu, cuộc nổi dậy đã bị đàn áp tàn bạo bởi 20 nghìn binh sĩ Anh: hầu hết các lãnh đạo của cuộc nổi dậy, bao gồm cả Connolly bị thương nặng, đã bị xử bắn, và các thành viên thường bị trục xuất hàng loạt ra khỏi đất nước.
Ở Mặt trận phía Tây, "Hưu chiến Lễ Giáng Sinh" đã bắt đầu từ năm 1914 sau hai ngày đình chiến để chôn cất các thi thể. Trong suốt một tuần, binh lính Anh và Đức đã chơi bóng đá và cùng hát các bài hát Giáng sinh. Để chấm dứt hưu chiến này, bộ chỉ huy Anh đã phải thay thế chỉ huy sư đoàn và xử bắn một số sĩ quan cấp dưới.
Mặc dù nông nghiệp ở Anh đã có sự tăng trưởng nhất định trong những năm chiến tranh, sản phẩm của nó chỉ đáp ứng một phần nhỏ nhu cầu của đất nước, trong khi nhập khẩu thực phẩm giảm đáng kể, dẫn đến tình trạng thiếu lương thực nghiêm trọng. Ngay từ ngày 5 tháng 8 năm 1914, một ủy ban lương thực đã được thành lập để ấn định giá cố định và thu thập dữ liệu về nguồn cung cấp lương thực. Vào năm 1916, do mất mùa ở Mỹ và việc chìm nhiều tàu của Anh bởi tàu ngầm Đức, việc nhập khẩu lương thực đã giảm đáng kể, làm trầm trọng thêm vấn đề cung cấp lúa mì cho Anh. Vào tháng 1 năm 1917, việc kiểm soát thương mại ngô đã được thiết lập, và sau đó là đối với các sản phẩm ngũ cốc khác. Tiêu thụ thịt của người lao động cũng bị hạn chế và kiểm soát chặt chẽ.

#### Sau cách mạng tháng hai
Vào mùa xuân năm 1917, một làn sóng đình công mới đã bùng nổ ở Anh, với tâm điểm là khu vực công nghiệp Lancashire. Cuối tháng 4 năm 1917, một cuộc đình công lớn đã diễn ra tại đây, nhanh chóng lan rộng và bao trùm khoảng 250 nghìn công nhân trong ngành công nghiệp chế tạo máy tại 48 thành phố. Làn sóng đình công này đã gây lo ngại mạnh mẽ trong các giới cầm quyền, khiến chính phủ phải thực hiện một loạt biện pháp để ổn định tình hình.
Một vị trí đặc biệt trong các biện pháp này là kế hoạch hành động do ủy ban chính phủ dưới sự lãnh đạo của nhà tự do John Whitley phát triển. "Kế hoạch Whitley" đề xuất trao cho công nhân quyền kiểm soát sản xuất thông qua việc thành lập các hội đồng công nghiệp, bao gồm đại diện của các doanh nghiệp và công nhân. Các hội đồng này sẽ chịu trách nhiệm giải quyết xung đột, quyết định vấn đề tiền lương và các điều kiện lao động khác.
Chẳng bao lâu sau, chính phủ đã triển khai chiến dịch tuyên truyền tích cực về "kế hoạch Whitley" trên báo chí và, với sự hỗ trợ của các công đoàn, bắt đầu thực hiện kế hoạch này vào mùa thu năm 1917. Mục tiêu là làm dịu phong trào công nhân và ngăn chặn các cuộc đình công tiếp theo bằng cách trao cho công nhân cơ hội tham gia vào việc quản lý các quy trình sản xuất và cải thiện điều kiện lao động của họ.

### Pháp

#### Trước Cách mạng Tháng Hai:
Trong Chiến tranh Thế giới thứ nhất, Pháp phải đối mặt với những vấn đề kinh tế và xã hội nghiêm trọng do sự chiếm đóng của Đức và việc huy động một phần lớn nam giới. Người Đức đã chiếm được lãnh thổ sản xuất 75% than đá và than cốc, 84% gang, 63% thép và 60% sản phẩm của ngành công nghiệp gia công kim loại. Kết quả của cuộc chiến là 3.256 thành phố và làng mạc của Pháp bị phá hủy, cùng với khoảng 8 nghìn km đường sắt. Hơn 60% nam giới ở nông thôn và khoảng một nửa số công nhân đã bị triệu tập vào quân đội. Tuy nhiên, khi cần phát triển công nghiệp quân sự, một phần công nhân đã được trả về nhà máy và được coi là quân nhân, chịu sự kỷ luật quân sự. Bất kỳ dấu hiệu bất mãn và không tuân thủ nào trong số các công nhân này đều bị trừng phạt bằng cách gửi ra mặt trận.
Mặc dù có các biện pháp cứng rắn như vậy, phong trào đình công ở Pháp không hề suy yếu. Trong các năm 1915-1916, các cuộc đình công đã lan rộng trong các ngành đường sắt, may mặc, xe điện, khai thác mỏ và dịch vụ ngân hàng. Năm 1916, số lượng các cuộc đình công đã tăng gấp ba so với năm trước. Đáp lại, chính phủ đã áp dụng trọng tài bắt buộc tại các doanh nghiệp quốc phòng, tước quyền đình công của công nhân. Họ cũng thành lập viện "đại biểu từ các xưởng", nhằm thúc đẩy sự hợp tác giữa công nhân và doanh nghiệp. Tuy nhiên, vào đầu năm 1917, phong trào đình công đã đạt đến quy mô lớn hơn nữa.
Ngoài ra, đã xảy ra các cuộc nổi loạn của những người lính tại các điểm tuyển quân. Do giá thực phẩm tăng vào các năm 1915 và 1916, đã có các đạo luật cho phép chính phủ thiết lập giá cố định cho các mặt hàng thiết yếu và thực hiện trưng thu ngũ cốc và bột mì. Hệ thống tem phiếu cho một số mặt hàng thực phẩm đã được áp dụng từ năm 1915. Những biện pháp của chính phủ Pháp cố gắng đối phó với những thách thức lớn trong thời chiến, bao gồm cả khó khăn kinh tế và bất mãn xã hội, nhưng vẫn gặp phải sự kháng cự liên tục từ phía công nhân và người dân.

#### Sau Cách mạng Tháng Hai:
Vào mùa xuân và mùa hè năm 1917, phong trào đình công ở Pháp đã có sự gia tăng đáng kể. Vào tháng 5, số lượng công nhân đình công nhiều hơn tổng số của toàn bộ 33 tháng trước đó của chiến tranh, và đến tháng 6, số lượng người đình công đã tăng gấp đôi so với tháng 5. Các cuộc đình công đã lan rộng đến hơn một nghìn rưỡi doanh nghiệp trong ngành công nghiệp dệt may, cũng như các xí nghiệp thuộc da và các doanh nghiệp khác. Công nhân yêu cầu tăng lương, giảm giờ làm và bảo đảm nghỉ ngơi vào Chủ nhật. Đặc biệt, các nữ công nhân đã rất tích cực trong các cuộc đình công này, đòi hỏi ngày làm việc 8 giờ, mức lương bình đẳng và quyền lợi ngang bằng với nam giới.
Lần đầu tiên kể từ khi chiến tranh bắt đầu, công nhân Pháp đã tổ chức cuộc đình công ngày Quốc tế Lao động vào năm 1917, bao trùm Paris và gần như tất cả các trung tâm công nghiệp của đất nước. Hàng ngàn công nhân tại các nhà máy quân sự đã tham gia. Tại các cuộc mít tinh, khẩu hiệu chấm dứt chiến tranh và nhanh chóng ký kết hòa bình dân chủ đã được đưa ra. Vào tháng 6, các cuộc biểu tình chống chiến tranh của công nhân đã diễn ra ở Paris và các tỉnh, thường xuyên kèm theo các cuộc xung đột gay gắt với cảnh sát; chính phủ thậm chí đã sử dụng quân đội thuộc địa để đàn áp các cuộc biểu tình.
Trong thời gian này, sản xuất nông nghiệp ở Pháp gặp rất nhiều khó khăn: diện tích gieo trồng ngũ cốc giảm xuống còn 67% so với trước chiến tranh, và sản lượng các cây lương thực chính chỉ đạt từ hai phần ba đến một nửa so với mức trước chiến tranh. Năm 1917, nhà nước tuyên bố độc quyền về các sản phẩm bánh mì và thành lập cục lương thực trung ương thuộc Bộ Lương thực để mua và phân phối bánh mì. Bên cạnh hệ thống tem phiếu, Pháp đã giới hạn tiêu thụ thực phẩm bằng cách thiết lập các ngày ăn chay (ba ngày mỗi tuần) để giảm tiêu thụ thịt.
Trong quân đội, sự căm phẫn đối với các tầng lớp cầm quyền ngày càng tăng, đặc biệt là sau thất bại của cuộc tấn công tháng 4 do tướng Nivelle chỉ huy. Sự xáo động cách mạng trong quân đội kéo dài đến cuối tháng 6 năm 1917, lan rộng ra 75 trung đoàn bộ binh, 23 tiểu đoàn xạ thủ và 12 trung đoàn pháo binh. Binh lính từ chối ra trận, tổ chức mít tinh và đưa ra các yêu sách cách mạng đối với chính phủ. Một trong những điều khoản của tài liệu "10 điều răn của binh sĩ Pháp" ghi rằng: "Chấm dứt chiến tranh trước mùa đông. Hòa bình ngay lập tức không có sự thôn tính và bồi thường... Gửi các đại biểu, thượng nghị sĩ và nhà báo cổ vũ chiến tranh ra mặt trận".
Chính phủ Pháp đã ổn định tình hình vào mùa hè và mùa thu năm 1917 bằng cách sử dụng các biện pháp cảnh sát để tách biệt mặt trận và hậu phương và đàn áp các trung đoàn nổi dậy bằng lực lượng vũ trang. Các binh sĩ nổi loạn bị đưa ra tòa án quân sự, với hàng trăm án tử hình được tuyên. Bộ chỉ huy đã loại bỏ hàng chục nghìn binh sĩ "không trung thành" ra khỏi mặt trận dưới hình thức nghỉ phép hàng loạt. Các điều kiện sinh hoạt của binh sĩ và gia đình họ được cải thiện, các binh sĩ dự bị lớn tuổi được giải ngũ, và các tướng không được ưa chuộng, bao gồm cả Nivelle, đã bị thay thế.
Trong cuộc đấu tranh với phong trào công nhân, các biện pháp đàn áp và quân sự hóa lao động đã được áp dụng. Đồng thời, để làm dịu quần chúng lao động, ngành công nghiệp may mặc đã áp dụng tuần làm việc ngắn hơn (năm ngày rưỡi), và các nữ công nhân cùng các công nhân có thu nhập thấp đã được tăng lương. Phương pháp "cây gậy và củ cà rốt" đã được sử dụng để ổn định cả mặt trận và hậu phương, giúp giới cầm quyền kiểm soát được tình hình.

### Đức

#### Trước Cách mạng Tháng Hai:
Vào tháng 2 năm 1915, Đức đã ban hành chế độ phân phối bánh mì, mỗi người được 225 gram bột mỗi ngày, và trong suốt năm 1916, các phiếu phân phối dầu, mỡ, sản phẩm thịt, khoai tây và quần áo cũng được áp dụng. Quy định bắt buộc nông dân phải giao nộp toàn bộ sản lượng thu hoạch, trừ một lượng tiêu dùng cá nhân rất hạn chế, đã được thiết lập, và được biết đến như là "prodrazvyorstka" (chiếm đoạt thặng dư). Tuy nhiên, biện pháp này chỉ áp dụng cho các nhà sản xuất nhỏ và không loại bỏ được việc đầu cơ bánh mì, mà ngược lại, còn làm tăng nó.
Vào mùa thu năm 1916, sản lượng khoai tây giảm một nửa so với năm trước. Vì vậy, khoai tây bắt đầu được thay thế bằng củ cải Thụy Điển, loại thực phẩm gần như là duy nhất có sẵn cho người lao động. Mùa đông 1916/1917 đã đi vào lịch sử như "mùa đông củ cải", tượng trưng cho nạn đói và sự thiếu hụt lương thực. Trong bối cảnh khó khăn này và điều kiện sống ngày càng tồi tệ cả ở tiền tuyến và hậu phương, tư tưởng chống chiến tranh đã gia tăng. Ngay từ tháng 12 năm 1914, đã có các cuộc gặp gỡ tự phát giữa lính Đức với lính Pháp và Anh trong sự kiện được gọi là "Hưu chiến Lễ Giáng sinh". Năm 1915, các cuộc đình công và biểu tình của công nhân không hài lòng với điều kiện chiến tranh và kinh tế đã gia tăng.

#### Sau Cách mạng tháng Hai:
Vào mùa xuân năm 1917, Đức phải đối mặt với những biến động xã hội và chính trị nghiêm trọng do thiếu lương thực và điều kiện sống ngày càng tồi tệ. Khẩu phần bánh mì bị giảm xuống còn 170 gram bột mỗi ngày, hoặc 1600 gram bánh mì mỗi tuần. Việc tiêu thụ thịt và mỡ giảm xuống chỉ còn một phần năm so với mức trước chiến tranh. Những điều kiện khắc nghiệt này đã dẫn đến làn sóng đình công, lan rộng khắp các thành phố và trung tâm công nghiệp của Đức.
Ngày 16 tháng 4 năm 1917, công nhân ngành công nghiệp chế tạo kim loại ở Berlin đã đình công, làm cho cuộc đình công mang tính chất chính trị và lan rộng khắp cả nước. Công nhân ngành kim loại ở Berlin bày tỏ sự đoàn kết với cách mạng Nga. Ở Leipzig, những người đình công cũng đưa ra các yêu sách chính trị: bãi bỏ tình trạng thiết quân luật và các luật về lao động cưỡng bức, phóng thích các tù nhân chính trị, áp dụng quyền bầu cử phổ thông và yêu cầu ký kết hòa bình không có sự thôn tính.
Dưới ảnh hưởng của Liên đoàn Spartakus, công nhân bắt đầu thành lập các Xô viết đại biểu công nhân theo gương của Nga. Những Xô viết đầu tiên xuất hiện tại các doanh nghiệp trong cuộc đình công tháng 4 mà chính phủ đã đàn áp một cách tàn bạo. Tuy nhiên, đến tháng 6, các cuộc đình công và biểu tình lớn mới đã bùng nổ ở Cologne, Hamburg, Düsseldorf và các thành phố khác.
Năm 1917, số lượng các cuộc đình công ở Đức tăng gấp đôi so với những năm đầu của chiến tranh, và số lượng người đình công tăng gấp bốn. Tấm gương công nhân và binh sĩ Nga đã làm gia tăng sự xáo trộn trong quân đội Đức. Trên mặt trận phía Đông, các trường hợp lính Đức kết giao với lính Nga trở nên thường xuyên hơn. Ngày 1 tháng 5 năm 1917, hàng nghìn lính Đức cùng với lính Nga tổ chức các cuộc họp và mít tinh, yêu cầu hòa bình. Trên mặt trận phía Tây, các trường hợp vi phạm kỷ luật cũng ngày càng gia tăng.
Tình hình đặc biệt nghiêm trọng trong hải quân Đức. Đầu tháng 8, một tổ chức cách mạng bí mật của thủy thủ, với khoảng 4000 thành viên, đã chuẩn bị thành lập các "Xô viết thủy thủ theo mô hình Nga". Các tờ rơi kêu gọi ủng hộ cách mạng Nga và bắt đầu cách mạng ở Đức được phát tán rộng rãi.
Những sự kiện này đã đạt đến đỉnh điểm trong cuộc Cách mạng Tháng Mười Một, dẫn đến sự lật đổ chế độ quân chủ ở Đức.

### Áo-Hung
Trước Cách mạng Tháng Hai năm 1917, Áo-Hung gặp phải những vấn đề xã hội và kinh tế nghiêm trọng. Nạn đói lan rộng khắp các thành phố và khu vực công nghiệp, cũng như trong giới nông dân nghèo. Lạm phát trở thành một trong những nguồn gốc chính gây ra khó khăn: vào năm 1916, giá trị của đồng krone Áo chỉ còn 51% so với trước chiến tranh, và lượng vàng dự trữ giảm 47 lần, là mức giảm tồi tệ nhất trong số tất cả các nước tham chiến. Chế độ quân quản, được thiết lập từ những ngày đầu tiên của chiến tranh, đã đàn áp tàn bạo các tư tưởng chống chiến tranh, đặc biệt là trong các dân tộc Slav ở Áo-Hung. Quốc hội Áo — Reichsrat — không được triệu tập trong suốt hai năm đầu của chiến tranh.
Sau Cách mạng Tháng Hai ở Nga, tình hình ở Áo-Hung trở nên cực kỳ căng thẳng. Tin tức về cuộc cách mạng Nga đã gây ra các cuộc mít tinh đường phố sôi nổi và các cuộc biểu tình chống chiến tranh. Các cuộc đình công lan rộng tại các nhà máy ở Vienna. Sự tan rã trong quân đội Áo-Hung ngày càng gia tăng, và Bộ trưởng Bộ Ngoại giao Ottokar Czernin trong bản ghi nhớ gửi hoàng đế đã thừa nhận rằng "không thể tiếp tục gánh nặng chiến tranh nữa". Chính phủ rơi vào tình trạng bối rối, tuyên bố ngày 1 tháng 5 là ngày nghỉ.
Số lượng các cuộc đình công ở Áo (không bao gồm Galicia và Bukovina) trong năm 1917 đã tăng gấp ba so với năm 1916, và số lượng người đình công tăng gấp 11 lần. Vào tháng 5 năm 1917, phần lớn công nhân tại các nhà máy quân sự ở Vienna và Budapest đã đình công. Mùa hè năm 1917, các cuộc đình công lớn diễn ra ở các khu vực công nghiệp của Séc, và ở Brno, đã xảy ra một cuộc nổi dậy, với các cuộc chiến đấu có vũ trang trên đường phố trong nhiều ngày.
Sự leo thang của các mâu thuẫn xã hội nội bộ và khủng hoảng kinh tế đã dẫn đến sự sụp đổ của Đế quốc Áo-Hung vào năm 1918.

### Hoa Kỳ
Vào năm 1915 và đặc biệt là năm 1916, tại Hoa Kỳ, số lượng các cuộc đình công tại nhiều doanh nghiệp khác nhau tăng lên đáng kể. Trong hai năm này, đã có khoảng 5000 cuộc đình công với sự tham gia của 2 triệu người. Những người đình công yêu cầu ngày làm việc 8 giờ và tăng lương. Chính phủ phải cân nhắc tình hình chính trị trong nước và thận trọng chuẩn bị cho khả năng tham gia vào chiến tranh, vì trong xã hội lúc bấy giờ, phong trào chống chiến tranh đang chiếm ưu thế.
Năm 1916, nhận thức được tầm quan trọng của dư luận, ban lãnh đạo Đảng Dân chủ đã đề cử Woodrow Wilson trong cuộc bầu cử tổng thống với khẩu hiệu: "Ông ấy đã cứu chúng ta khỏi chiến tranh!". Vào tháng 11, Wilson đã được bầu lại cho nhiệm kỳ thứ hai. Với quyền quản lý đất nước trong tay, chính phủ của ông tiếp tục tích cực theo đuổi chính sách quân sự hóa. Wilson cố gắng duy trì hình ảnh của một người mà chiến tranh bị áp đặt trái với ý muốn của ông.
Ngày 1 tháng 2 năm 1917, chính phủ Đức tuyên bố tiến hành chiến tranh tàu ngầm không khoan nhượng, điều này đã làm đơn giản hóa đáng kể nhiệm vụ của Wilson trong việc thuyết phục người Mỹ về sự cần thiết phải tham gia vào chiến tranh. Các hành động vụng về của ngoại giao Đức cũng góp phần vào điều này. Ngày 16 tháng 1, Bộ trưởng Bộ Ngoại giao Đức Arthur Zimmermann đã gửi đến đại sứ tại Mexico một đề nghị về việc liên minh để cùng tấn công Hoa Kỳ. Tình báo Anh đã chặn và giải mã được bức điện này. Cuối tháng 2, nội dung bức điện đã được công bố tại Washington, làm tăng thêm tâm lý hiếu chiến trong nước.
Kết quả là, khi tuyên bố chiến tranh với Đức vào ngày 6 tháng 4 năm 1917, chính phủ của Wilson đã trình bày quyết định này như một biện pháp bắt buộc và bị áp đặt bởi dư luận.